# Madonna
Madonna Louise Ciccone (/tʃɪˈkoʊni/; tiếng Ý: [tʃikˈkoːne]; sinh ngày 16 tháng 8 năm 1958) là một nữ ca sĩ kiêm sáng tác nhạc và diễn viên người Mỹ. Được gọi là "Nữ hoàng nhạc pop", Madonna gây chú ý vì liên tục sáng tạo và linh hoạt trong việc sản xuất âm nhạc, sáng tác và trình diễn trực tiếp. Bà còn được biết đến với việc vượt qua ranh giới của sự thể hiện nghệ thuật trong nền âm nhạc chính thống, đồng thời vẫn hoàn toàn nắm quyền tự chủ trong ngành công nghiệp thu âm. Các sản phẩm của bà thường nói về các chủ đề xã hội, chính trị, tình dục và tôn giáo, nhận được cả sự hoan nghênh lẫn tranh cãi của giới phê bình. Là một nhân vật đại chúng nổi bật của thế kỉ 20 và 21, bà là một trong những nhân vật được bàn tán nhiều nhất của thời kì hiện đại.
Madonna chuyển đến thành phố New York vào năm 1978 nhằm theo đuổi sự nghiệp khiêu vũ hiện đại. Sau khi giữ vai trò tay trống, nghệ sĩ guitar và giọng ca chính trong ban nhạc rock Breakfast Club và Emmy, bà đã trở thành nghệ sĩ solo với album phòng thu đầu tay, Madonna (1983), tiếp nối với một loạt các album thành công, bao gồm những album bán chạy nhất mọi thời đại Like a Virgin (1984) và True Blue (1986) cũng như album đoạt giải Grammy Ray of Light (1998) và Confessions on a Dance Floor (2005). Madonna có được nhiều đĩa đơn quán quân trong suốt sự nghiệp của mình, bao gồm "Like a Virgin", "La Isla Bonita", "Like a Prayer", "Vogue", "Take a Bow", "Frozen", "Music", "Hung Up" và "4 Minutes".
Sự nổi tiếng của Madonna được nâng tầm với các vai diễn trong những bộ phim như Despeently Seeking Susan (1985), Dick Tracy (1990), A League of their Own (1992) và Evita (1996). Trong khi Evita giúp bà giành được giải Quả cầu vàng cho Nữ diễn viên chính xuất sắc nhất, nhiều bộ phim khác của bà lại bị đánh giá thấp. Là một nữ doanh nhân, Madonna thành lập công ty Maverick vào năm 1992; bao gồm Maverick Records, một trong những hãng đĩa do nghệ sĩ điều hành thành công nhất trong lịch sử. Các dự án khác của bà bao gồm thương hiệu thời trang, sách cho trẻ em, câu lạc bộ sức khỏe và làm phim. Bà còn đóng góp cho nhiều tổ chức từ thiện khác nhau, thành lập Ray of Light Foundation vào năm 1998 và Raising Malawi vào năm 2006.
Với doanh số hơn 300 triệu đĩa trên toàn thế giới, Madonna là nữ nghệ sĩ âm nhạc bán đĩa nhạc chạy nhất mọi thời đại. Bà là nghệ sĩ solo thành công nhất trong lịch sử bảng xếp hạng Billboard Hot 100 của Mỹ và giữ kỷ lục có nhiều đĩa đơn quán quân nhất của một nghệ sĩ nữ ở Úc, Canada, Ý, Phần Lan, Ireland, Tây Ban Nha và Vương quốc Anh. Với doanh thu 1,5 tỷ đô la Mỹ từ vé xem buổi hòa nhạc của mình, bà vẫn là nghệ sĩ lưu diễn solo có doanh thu cao nhất mọi thời đại. Madonna được giới thiệu vào Đại sảnh Danh vọng Rock and Roll vào năm 2008, năm đầu tiên bà đủ điều kiện. Bà được xếp hạng là người phụ nữ vĩ đại nhất trong âm nhạc bởi VH1 vào năm 2012 và là nghệ sĩ video âm nhạc vĩ đại nhất mọi thời đại của Billboard vào năm 2020. Rolling Stone cũng liệt kê Madonna trong số 100 nghệ sĩ vĩ đại nhất mọi thời đại và 100 nhạc sĩ xuất sắc nhất mọi thời đại.

## Cuộc đời và sự nghiệp

### 1958–1978: Thiếu thời
Madonna Louise Veronica Ciccone sinh ngày 16 tháng 8 năm 1958 tại Bay City, Michigan, Hoa Kỳ; là con của gia đình theo đạo Công giáo Silvio Anthony "Tony" Ciccone và Madonna Louise Fortin (1933 – 1 tháng 12 năm 1963). Ông bà nội của bà có gốc gác từ Pacentro của Ý, trong khi mẹ bà mang dòng máu Pháp-Canada. Tony là một kỹ sư thiết kế cho hãng Chrysler và General Motors. Vì trùng tên với mẹ, các thành viên trong gia đình thường gọi bà bằng cái tên "Little Nonni". Bà có hai người anh trai, Anthony (sinh năm 1956) và Martin (sinh năm 1957), cùng 3 người em: Paula (sinh năm 1959), Christopher (sinh năm 1960) và Melanie (sinh năm 1962).
Từ khi được ban Bí tích vào năm 1966, bà lấy Veronica làm tên Thêm Sức của mình. Bà lớn lên ở ngoại ô thành phố Detroit, thuộc Pontiac và Avon Township (nay là Rochester Hills). Nhiều tháng trước khi mẹ bà qua đời vì bệnh ung thư vú, Madonna nhận thấy nhiều thay đổi trong hành vi và tính cách của bà, cho dù không biết nguyên nhân. Madonna tìm đến sự an ủi từ bà nội mình, trong khi các anh chị em nhà Ciccone trở nên nổi loạn trước bất kỳ ai tỏ vẻ thay thế mẹ mình trong nhà. Trên Vanity Fair, Madonna chia sẻ tuổi trẻ của mình là một "cô gái đơn độc đang tìm kiếm một điều gì đó. Tôi không hề phiến loạn theo một cách nhất định. Tôi nỗ lực để trở nên xuất sắc về một điều gì đó. Tôi không tẩy nách và trang điểm như những cô gái khác. Nhưng tôi vẫn học và có điểm tốt.... Tôi muốn trở thành một người thành công". Năm 1966, Tony kết hôn với quản gia của gia đình, Joan Gustafson; họ có hai người con, Jennifer (sinh năm 1967) và Mario (sinh năm 1968). Vào thời điểm này, Madonna bắt đầu oán giận ông trong suốt nhiều năm và có thái độ bất trị.
Madonna theo học tại Trường Tiểu học Công giáo St. Frederick's và St. Andrew's trước khi gia nhập tại trường West Middle School. Bà nổi tiếng vì số điểm trung bình cao và thường xuyên có những hành vi bất thường. Bà nhào lộn và thực hiện tư thế trồng cây chuối trong hành lang lớp, đu người trên thanh xà bằng đầu gối trong giờ giải lao và tốc váy trong lớp để các bạn nam nhìn thấy nội y. Madonna sau đó đến học tại trường Trung học Rochester Adams, nơi bà trở thành một học sinh loại A và là một thành viên của đội hoạt náo viên. Sau khi tốt nghiệp, bà giành một học bổng khiêu vũ của đại học Âm nhạc, Kịch nghệ và Khiêu vũ Michigan và tham dự Ngày hội Khiêu vũ Hoa Kỳ suốt mùa hè. Bà nài nỉ bố mình cho phép tham gia khóa học ba-lê, và được giáo viên ba-lê Christopher Flynn thuyết phục theo đuổi sự nghiệp khiêu vũ.
Vào năm 1978, bà dừng việc học và dời đến Thành phố New York. Vì gặp khó khăn về tài chính, bà làm công việc của một bồi bàn tại Dunkin' Donuts trong khi cùng vũ đoàn tham gia khóa học nhảy tại Alvin Ailey American Dance Theater. Bà chia sẻ, "Khi tôi tới New York, đó là lần đầu tiên tôi đi máy bay, lần đầu tiên tôi gọi một chiếc taxi, lần đầu tiên với tất cả mọi thứ. Và trong ví của tôi chỉ vẻn vẹn có 35 đô-la. Không nghề ngỗng, không bạn bè, không nhà cửa. Đó là việc dũng cảm nhất mà tôi từng làm trong đời". Trong một đêm trở về sau khi luyện tập, bà bị hai người đàn ông dùng dao khống chế và buộc phải quan hệ tình dục bằng miệng. Madonna sau đó cho rằng "câu chuyện ấy thể hiện sự yếu đuối của tôi, cho thấy tôi vẫn không thể tự bảo vệ mình dù khoác lên vẻ ngoài mạnh mẽ. Tôi không thể nào quên đi điều ấy."
Trong khi đang làm vũ công và hát bè cho nghệ sĩ disco người Pháp Patrick Hernandez trong chuyến lưu diễn năm 1979, Madonna có mối quan hệ tình cảm với tay guitar Dan Gilroy. Cả hai cùng nhau thành lập ban nhạc rock đầu tiên, Breakfast Club, nơi bà hát, chơi trống và ghi-ta. Vào năm 1980 hoặc 1981, bà rời khỏi nhóm và thành lập nên Emmy, một ban nhạc khác với tay trống là người tình cũ Stephen Bray. Cả hai bắt đầu sáng tác và Madonna sau đó quyết định đưa tên tuổi mình trở thành một nghệ sĩ đơn ca. Âm nhạc của họ khiến DJ và nhà sản xuất thu âm Mark Kamins bị thuyết phục, người sau đó sắp xếp một cuộc gặp gỡ giữa Madonna và nhà sáng lập hãng thu âm Sire Records, Seymour Stein.

### 1979–1985: Khởi nghiệp,Madonna,Like a Virginvà cuộc hôn nhân đầu tiên
Sau khi ký kết một hợp đồng thu âm cùng Sire, hai đĩa đơn đầu tiên của bà, "Everybody" và "Burning Up" lần lượt ra mắt vào tháng 10 năm 1982 và tháng 3 năm 1983. Cả hai đều là những bài hát ăn khách tại các hộp đêm Hoa Kỳ, đạt đến vị trí thứ 3 trên bảng xếp hạng Hot Dance Club Songs của tạp chí Billboard. Sau thành công này, bà bắt đầu phát triển album đầu tay Madonna, dự định do Reggie Lucas của hãng Warner Bros. sản xuất chính. Dù vậy, bà lại không hài lòng với những bài hát đã hoàn thiện, bất đồng với kỹ thuật sản xuất của Lucas và quyết định tìm thêm sự giúp đỡ.
Madonna dọn đến cùng bạn trai John "Jellybean" Benitez, nhờ giúp đỡ hoàn thiện sản xuất album. Benitez phối lại hầu hết các bài hát và sản xuất nên "Holiday", đĩa đơn thứ ba và là bài hát ăn khách toàn cầu đầu tiên của bà. Âm thanh tổng thể của Madonna khá chói tai và mang hình thức của dòng nhạc disco tổng hợp tiết tấu nhanh, sử dụng một vài kỹ thuật tân tiến lúc bấy giờ, bao gồm máy đánh trống Linn, Moog bass và OB-X synthesizer. Album ra mắt vào tháng 7 năm 1983 và vươn lên vị trí thứ 8 trên Billboard 200 6 tháng sau đó, vào năm 1984. Album cho ra thêm hai đĩa đơn ăn khách khác, "Borderline" và "Lucky Star".
Vẻ ngoài và phong cách ăn mặc của Madonna, cùng những màn trình diễn và video âm nhạc của bà có sức ảnh hưởng đến phái nữ và những cô gái tuổi mới lớn, trở thành một trong những phong cách thời trang thịnh hành vào thập niên 1980. Do nhà tạo mẫu và thiết kế trang sức Maripol sáng tạo, phong cách bao gồm áo viền ren, váy cùng quần cộc, tất mắt lưới cho đến những đồ trang sức hình thánh giá, vòng tay lủng lẳng bằng nhựa, tóc nhuộm màu. Madonna được công chúng toàn cầu biết đến sau khi phát hành album phòng thu thứ hai, Like a Virgin vào tháng 11 năm 1984. Album dẫn đầu các bảng xếp hạng tại nhiều quốc gia và trở thành album đầu tiên của bà vươn đến ngôi quán quân Billboard 200. Bài hát chủ đề, "Like a Virgin" đạt vị trí số 1 trên Billboard Hot 100 trong 6 tuần liên tiếp. Nhiều tổ chức đưa ra những lời phàn nàn về video âm nhạc cùng bài hát này, khi được cho là ủng hộ tình dục trước hôn nhân và làm tổn hại giá trị gia đình, với mong muốn bài hát và video này bị cấm.

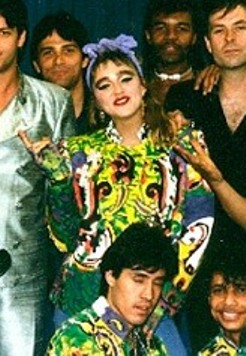
Madonna trong The Virgin Tour, 1985.

Màn trình diễn "Like a Virgin" của Madonna tại mùa giải Video âm nhạc của MTV (VMA) đầu tiên vào năm 1984 bị chỉ trích. Bà xuất hiện trên đỉnh một chiếc bánh cưới khổng lồ khi đang mặc một chiếc váy cưới và găng tay trắng. Màn trình diễn được MTV ghi nhận là một trong những khoảnh khắc đáng nhớ trong lịch sử VMA. Sau đó, bà xuất hiện trong video âm nhạc cho bài hát ăn khách "Material Girl" trong hình tượng của Marilyn Monroe khi trình bày "Diamonds Are a Girl's Best Friend", trích từ bộ phim Gentlemen Prefer Blondes (1953). Trong khi ghi hình cho video này, Madonna bắt đầu hẹn hò với nam diễn viên Sean Penn. Cả hai kết hôn trong ngày sinh nhật của bà vào năm 1985. Like a Virgin đạt chứng nhận Bạch kim bởi Hiệp hội Công nghiệp ghi âm Hoa Kỳ và chạm mốc 25 triệu bản bán ra trên toàn cầu. Vào tháng 2 năm 1984, theo đạo diễn Sir Richard Attenborough, Madonna tham gia dự tuyển tại Royale Theatre, Broadway cho một vai trong phiên bản điện ảnh của A Chorus Line và sử dụng tên khai sinh Ciccone của bà, nhưng ông đã từ chối.
Madonna lấn sân sang thể loại phim ảnh vào tháng 2 năm 1985, bắt đầu bằng một vai nhỏ là một cô ca sĩ hộp đêm trong Vision Quest, một bộ phim lãng mạn chính kịch. Trích từ nhạc phim là hai đĩa đơn mới, "Gambler" và nhà quán quân bảng xếp hạng đĩa đơn Hoa Kỳ "Crazy for You". Bà tiếp tục tham gia phim hài Desperately Seeking Susan vào tháng 3 năm 1985, giới thiệu bài hát "Into the Groove" trước công chúng và trở thành đĩa đơn quán quân đầu tiên của bà tại Vương quốc Liên hiệp Anh. Tuy Madonna không phải là diễn viên chính của phim, đây lại được nhìn nhận rộng rãi là một công cụ đánh bóng và quảng bá cho tên tuổi của bà. Nhà phê bình Vincent Canby từ The New York Times liệt bộ phim vào danh sách xuất sắc nhất của năm 1985.
Bắt đầu từ tháng 4 năm 1985, Madonna khởi động chuyến lưu diễn đầu tiên tại Bắc Mỹ, The Virgin Tour cùng tiết mục mở màn của Beastie Boys. Cùng thời điểm trên, bà phát hành thêm hai đĩa đơn ăn khách khác trích từ album, "Angel" và "Dress You Up". Vào tháng 7, tạp chí Penthouse và Playboy cho xuất bản một vài bức ảnh khỏa thân của Madonna chụp tại New York từ năm 1978. Bà tạo mẫu cho những bức ảnh này trong thời gian túng thiếu, với mức tiền chỉ khoảng 25 đô-la Mỹ một bối cảnh. Lần xuất bản này khiến dư luận xôn xao, trong khi Madonna vẫn tỏ ra "không biện hộ và ngang ngạnh". Những bức ảnh này sau cùng được bán với số tiền khoảng 100.000 đô-la Mỹ. Bà nhắc đến sự kiện này trong một đêm nhạc từ thiện ngoài trời Live Aid vào năm 1985, phát biểu rằng bà sẽ không cởi áo khoác vì "[giới truyền thông] có thể dùng nó để kháng cự tôi vào 10 năm sau."

### 1986–1991:True Blue,Who's That Girl,Like a PrayervàDick Tracy
Lấy cảm hứng từ Sean Penn, album thứ ba của Madonna mang tên True Blue phát hành vào tháng 6 năm 1986. Tạp chí Rolling Stone lấy làm thuyết phục trước tác phẩm này, cho rằng album "nghe như tiếng nói đến từ tận trái tim". Album cho ra 3 đĩa đơn dẫn đầu Billboard Hot 100: "Live to Tell", "Papa Don't Preach" và "Open Your Heart", cùng với 2 đĩa đơn vươn đến top 5: "True Blue" và "La Isla Bonita". Album đứng đầu các bảng xếp hạng tại hơn 28 quốc gia trên toàn cầu, một thành tựu chưa từng thấy vào thời điểm đó và trở thành album phòng thu bán chạy nhất trong sự nghiệp của bà cho đến hiện nay, với doanh số đã vượt ngưỡng 25 triệu bản. Cùng năm đó, Madonna xuất hiện trong bộ phim bị chỉ trích Shanghai Surprise, mang về cho bà giải Mâm xôi vàng cho "Nữ diễn viên chính tồi nhất". Bà lần đầu lộ diện trong một tác phẩm sân khấu trong vở Goose and Tom-Tom của David Rabe; cả bộ phim lẫn kịch đều có sự góp mặt diễn xuất của Penn. Năm tiếp sau, Madonna tham gia bộ phim Who's That Girl và đóng góp 4 bài hát trong phần nhạc phim, bao gồm bài hát chủ đề và "Causing a Commotion".
Madonna mở đầu chuyến lưu diễn Who's That Girl World Tour vào tháng 7 năm 1987 và tiếp tục cho đến tháng 9 cùng năm. Chuyến lưu diễn phá vỡ nhiều kỷ lục về khán giả tham dự, trong đó có đêm nhạc diễn ra gần Paris thu hút hơn 130.000 khán giả, hiện vẫn đang là lượng người xem buổi diễn đông đảo nhất của bà. Cuối năm đó, bà phát hành một album phối khí lại của những bài hát ăn khách dưới tựa đề You Can Dance, vươn đến vị trí thứ 14 trên Billboard 200. Sau một cuộc hủy bỏ vào tháng 12 năm 1987, Madonna điền vào đơn ly hôn với Penn vào tháng 1 năm 1989, với lý do khác biệt không thể hòa giải.
Vào tháng 1 năm 1989, Madonna ký kết một hợp đồng chứng thực với hãng nước giải khát Pepsi và giới thiệu bài hát "Like a Prayer" trong quảng cáo cho hãng này. Video âm nhạc cho bài hát có xuất hiện những biểu tượng của Thiên chúa giáo như dấu Thánh hay đốt cháy cây Thánh giá, khiến Tòa Thánh lên tiếng kết tội báng bổ tôn giáo. Các Giáo hội đưa ra mong muốn hủy bỏ đoạn quảng cáo và tẩy chay sản phẩm của Pepsi. Pepsi sau đó chấm dứt hợp đồng và hủy bỏ quảng cáo. Bài hát xuất hiện trong album phòng thu thứ tư của Madonna, Like a Prayer, do Patrick Leonard và Stephen Bray đồng sáng tác và sản xuất. Các phản ứng đến album đa phần là tích cực, với lời ca ngợi của Rolling Stone cho rằng "âm hưởng pop [của album] đã đạt tới sự gần gũi với nghệ thuật". Like a Prayer đạt vị trí số 1 trên Billboard 200 và bán ra 15 triệu bản trên toàn cầu, bao gồm 4 triệu bản chỉ tính riêng tại Hoa Kỳ. Có 6 đĩa đơn trích từ album, bao gồm đĩa đơn quán quân "Like a Prayer" và hai nhà Á quân "Express Yourself" và "Cherish". Đến cuối thập niên 1980, Madonna được MTV, tạp chí Billboard và Musician vinh danh là "Nghệ sĩ của thập niên".
—Madonna kể về niềm cảm hứng đằng sau Like a Prayer.
Madonna vào vai Breathless Mahoney trong bộ phim Dick Tracy (1990), cùng Warren Beatty trong vai chính. Vai diễn của bà mang về một đề cử giải Sao Thổ cho "Nữ diễn viên chính xuất sắc nhất". Cùng với bộ phim, bà phát hành một album nhạc phim mang tên I'm Breathless cùng những bài hát lấy cảm hứng từ bối cảnh thập niên 1930 của bộ phim. Album có sự xuất hiện của đĩa đơn quán quân Hoa Kỳ "Vogue" và bài hát mang về cho tác giả Stephen Sondheim giải Oscar cho "Ca khúc trong phim hay nhất" vào năm 1991, "Sooner or Later (I Always Get My Man)". Trong khi ghi hình, Madonna bắt đầu có mối quan hệ tình cảm với Beatty, trước khi chấm dứt với ông vào cuối năm 1990. Vào tháng 4 năm 1990, Madonna mở đầu chuyến lưu diễn Blond Ambition World Tour, kéo dài đến tháng 8 cùng năm. Rolling Stone gọi chương trình "dàn dựng công phu, hoành tráng một cách khêu gợi" và tuyên bố đây là "chuyến lưu diễn xuất sắc nhất năm 1990". Chuyến lưu diễn vấp phải những phản ứng tiêu cực từ các Giáo hội bởi màn trình diễn "Like a Virgin" của Madonna, khi bà được hai vũ công nam vuốt ve cơ thể trước khi thực hiện các động tác như thủ dâm. Madonna trả lời "Chuyến lưu diễn này không hề tổn hại đến cảm xúc của bất kỳ ai. Nó dành cho những tâm hồn phóng khoáng và giúp họ nhìn nhận tình dục theo một cách khác biệt. Của chính họ và cả những người khác." Lần phát hành đĩa Laser của chuyến lưu diễn mang về cho Madonna giải Grammy năm 1992 cho "Video âm nhạc dài xuất sắc nhất."
The Immaculate Collection, album tuyển tập đầu tiên của Madonna, ra mắt vào tháng 11 năm 1990. Album phát hành hai bài hát mới "Justify My Love" và "Rescue Me". Album đạt chứng nhận Kim cương bởi RIAA với doanh số chạm mốc 30 triệu bản toàn cầu, trở thành album tổng hợp bán chạy nhất bởi một nghệ sĩ đơn ca trong lịch sử. "Justify My Love" vươn đến ngôi vị cao nhất tại Hoa Kỳ và đạt đến top 10 trên toần cầu. Video âm nhạc của bài hát có chứa nội dung liên quan đến bạo dâm, đồng tính luyến ái và khỏa thân, khiến kênh truyền hình MTV ra thông báo cấm trình chiếu trên hệ thống. Madonna phản ứng trước sự việc, cho rằng "Tại sao mọi người sẵn sàng đến xem một bộ phim về một người bị bắn đến chết không vì một lý do nào cả, nhưng lại không ai muốn xem hai cô gái đang hôn và hai chàng trai đang ôm ấp nhau?" Vào tháng 12 năm 1990, Madonna quyết định rút khỏi bộ phim Boxing Helena của Jennifer Lynch sau khi nhận lời tham gia mà không có lời giải thích nào đến nhà sản xuất. Trong khoảng thời gian này, Madonna có mối tình kéo dài 8 tháng với rapper Vanilla Ice; ông chấm dứt mối quan hệ của cả hai sau khi bà phát hành quyển sách Sex. Bộ phim tư liệu Truth or Dare (còn được biết đến với tên gọi In Bed with Madonna bên ngoài Bắc Mỹ) xuất bản vào tháng 5 năm 1991, ghi chép lại chuyến lưu diễn Blond Ambition World Tour của bà.

### 1992–1997: Maverick,Erotica,Sex,Bedtime Stories,Evitavà làm mẹ

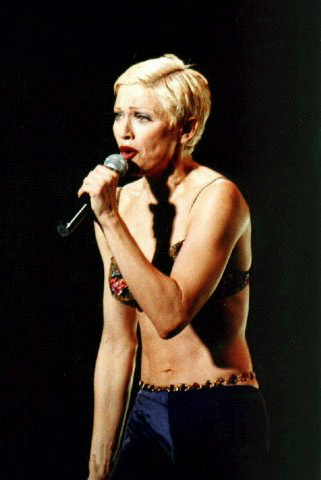
Madonna trình diễn trong The Girlie Show World Tour, 1993

Vào năm 1992, Madonna vào vai cầu thủ bóng chày Mae Mordabito trong A League of Their Own. Bà thu âm bài hát chủ đề cho phim, "This Used to Be My Playground" đạt ngôi quán quân Hot 100 Hoa Kỳ. Cùng năm đó, bà sáng lập nên công ty giải trí Maverick, bao gồm một hãng thu âm (Maverick Records), một hãng sản xuất phim (Maverick Films) và liên kết xuất bản âm nhạc, quảng bá truyền hình, xuất bản sách và đơn vị bán hàng. Hợp đồng liên doanh với Time Warner này giúp Madonna thu về 60 triệu đô-la Mỹ, trong đó bao gồm 20% tiền hoa hồng từ thủ tục âm nhạc, một trong những mức giá cao nhất ngành công nghiệp, ngang bằng với số tiền bản quyền uy tín mà Michael Jackson nhận được một năm trước với Sony. Sản phẩm đầu tiên từ sự đầu tư này là quyển sách mang tựa đề Sex của Madonna. Quyển sách gây nên sự bất bình và phản đối mạnh mẽ từ công chúng, khi chứa nhiều hình ảnh minh họa mang tính gợi dục do Steven Meisel chụp lại, dù tiêu thụ 1.5 triệu bản với giá thành 50 đô-la Mỹ chỉ trong một ngày xuất bản. Cùng lúc đó, bà phát hành album phòng thu thứ 5 Erotica, ra mắt tại vị trí thứ 2 trên Billboard 200. Bài hát chủ đề của album đạt đến vị trí thứ 3 trên Billboard Hot 100. Erotica cho phát hành 5 đĩa đơn khác: "Deeper and Deeper", "Bad Girl", "Fever", "Rain" và "Bye Bye Baby". Madonna mang hình tượng gợi cảm xuất hiện trong bộ phim tình ái ly kỳ Body of Evidence, với những cảnh liên quan đến bạo dâm. Phim bị chỉ trích bởi các nhà phê bình. Bà còn góp mặt trong Dangerous Game phát hành trên định dạng video tại Bắc Mỹ. The New York Times mô tả bộ phim "giận dữ và đau khổ, với nỗi đau mang cảm giác chân thật."
Vào tháng 9 năm 1993, Madonna mở đầu chuyến lưu diễn The Girlie Show World Tour, nơi bà mặc quần áo ngắn bó sát cùng roi da và nhiều vũ công ngực trần. Tại Puerto Rico, bà chà xát lá cờ của đảo quốc này giữa hai chân trên sân khấu, gây ra làn sóng phẫn nộ trong khán giả. Vào tháng 3 năm 1994, bà xuất hiện với tư cách khách mời trong chương trình Late Show with David Letterman, nơi bà sử dụng ngôn ngữ thô tục trước sự kiểm duyệt của nhà đài và đưa cho Letterman chiếc quần lót của mình, bắt ông phải ngửi chúng trong buổi phỏng vấn. Theo sau một loạt bộ phim, album và sách mang tính gợi dục cao, cùng sự xuất hiện gây tranh cãi lớn trên Letterman, Madonna khiến các nhà phê bình nghi ngờ bà là một kẻ phiến loạn tình dục. Các nhà phê bình lẫn người hâm mộ đều phản ứng một cách tiêu cực, cho rằng bà "đã đi quá xa" và sự nghiệp của bà đã chấm dứt.
Nhà viết tiểu sử J. Randy Taraborrelli mô tả bản ballad "I'll Remember" (1994) là một động thái làm dịu lại hình tượng nổi loạn của Madonna. Bà thu âm bài hát này cho bộ phim With Honors của Alek Keshishian. Sau đó, bà xuất hiện một cách dịu dàng cùng Letterman tại một buổi lễ trao giải và xuất hiện trên The Tonight Show with Jay Leno sau khi nhận ra mình cần phải thay đổi định hướng âm nhạc để tiếp tục giữ được sự yêu mến. Với album phòng thu thứ 6, Bedtime Stories (1994), Madonna sử dụng hình ảnh nhẹ nhàng hơn để cải thiện sự đón nhận của công chúng. Album mở đầu tại vị trí thứ 3 trên Billboard 200 và ra mắt 4 đĩa đơn, bao gồm "Secret" và nhà quán quân 7 tuần liên tiếp trên Hot 100, "Take a Bow", cũng là đĩa đơn có thời gian dẫn đầu lâu nhất của Madonna. Cùng thời gian đó, bà có mối quan hệ tình cảm với nhà huấn luyện thể hình Carlos Leon. Something to Remember, một tập hợp các bản ballad, ra mắt vào tháng 11 năm 1995. Album này chứa 3 bài hát mới: "You'll See", "One More Chance" và phiên bản trình bày lại "I Want You" của Marvin Gaye.
—Madonna kể về Evita và vai diễn Eva Perón.
Trong Evita (1996), Madonna vào vai nhân vật chính Eva Perón. Trong một khoảng thời gian dài, Madonna có mong muốn nhận vai Perón và đã gửi thư đến đạo diễn Alan Parker để giải thích lý do vì sao bà là người hoàn hảo cho vai này. Sau khi trúng tuyển, bà tham gia khóa luyện giọng và tìm hiểu thêm về lịch sử của Argentina và Perón. Trong thời gian ghi hình, sức khỏe của bà bị suy sụp sau nhiều nỗ lực xúc cảm mãnh liệt khi nhập vai. Dù vậy, bà chia sẻ cùng Oprah rằng mình đã mang thai trong thời gian đó: "Tôi không thể thở sau mỗi cảnh quay. Tôi phải nằm trên trường kỷ mỗi 10 phút để có thể vực dậy sau những cơn chóng mặt, tôi lo mình đi lại quá nhiều và có thể làm tổn hại đứa bé." Madonna viết trong quyển nhật ký cá nhân vào thời điểm đó: "Trớ trêu thay, cảm giác mỏng manh và yếu ớt ấy đã giúp tôi thực hiện nên bộ phim. Tôi tin Evita cũng cảm thấy như vậy mỗi ngày kể từ khi biết mình bị ốm."
Sau khi ra mắt, giới phê bình đưa ra các đánh giá tích cực đến Evita. Zach Conner từ Time có viết "Thật nhẹ nhõm khi khẳng định Evita khá ổn, tuyển vai tốt và có hình ảnh đẹp. Madonna lần nữa khiến ta bất ngờ trước những kỳ vọng trước đây. Bà vào vai Evita với vẻ mệt nhọc chua chát và có đôi chút khí chất của một ngôi sao. Dù có yêu hay ghét Madonna-Eva, bà ấy vẫn lôi cuốn mọi ánh nhìn." Madonna giành giải Quả cầu vàng cho "Nữ diễn viên chính phim hài hoặc nhạc kịch xuất sắc nhất". Bà cho ra mắt 3 đĩa đơn từ album nhạc phim Evita, bao gồm "You Must Love Me" (giành giải Oscar cho "Bài hát trong phim xuất sắc nhất" vào năm 1997) và "Don't Cry for Me Argentina". Madonna sau đó trao giải Thành tựu Nghệ sĩ cho Tony Bennett tại Billboard Music Awards 1996. Ngày 14 tháng 10 năm 1996, Madonna hạ sinh Lourdes Maria Ciccone Leon, con gái của bà cùng Leon. Nhà viết tiểu sử Mary Cross viết rằng, cho dù Madonna thường xuyên ốm trong thời điểm quay phim và lo lắng việc mang thai có thể ảnh hưởng đến bộ phim, bà lại đạt được một vài mục tiêu cá nhân quan trọng: "Giờ đây ở tuổi 38, Madonna cuối cùng cũng giành được chiến thắng trên màn ảnh và thỏa ước mơ có một đứa con, chỉ trong đúng 1 năm. Bà đã đạt đến bước ngoặt của sự nghiệp, tái sáng tạo bản thân và hình tượng trước công chúng." Mối tình của bà cùng Carlos Leon chấm dứt vào tháng 5 năm 1997; bà chia sẻ rằng cả hai "nên làm bạn thì tốt hơn." Sau khi sinh Lourdes, Madonna có liên quan đến Đạo học phương Đông và Kabbalah. Bà được diễn viên Sandra Bernhard giới thiệu về Đạo học Do Thái vào năm 1997.

### 1998–2002:Ray of Light,Music, cuộc hôn nhân thứ hai và chuyến lưu diễn tái xuất

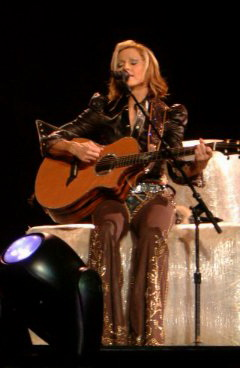
Madonna trình diễn trong Drowned World Tour, 2001.

Album phòng thu thứ 7 Ray of Light (1998) phản ánh sự thay đổi trong hình tượng của Madonna. Bà hợp tác cùng nhà sản xuất William Orbit, với mong muốn tạo nên một âm thanh hòa trộn nhạc dance cùng pop và British rock. Nhà phê bình âm nhạc Mỹ Ann Powers giải thích điều mà Madonna muốn tìm kiếm ở Orbit "là sự mới mẻ mà bà muốn ở bản thu âm này. Nhạc điện tử và rave đã xuất hiện vào thập niên 90 và hiện hữu ở nhiều biến thể khác nhau. Mọi thứ đều mang tính thử nghiệm cao, hạng nặng như Aphex Twin. Có không khí tiệc tùng như Fatboy Slim. Đó không phải là điều Madonna tìm kiếm. Bà ấy muốn điều gì đó mang tính cá nhân hơn. Và William Orbit đã giúp đỡ bà điều đó." Album được các nhà phê bình khen ngợi, với Slant Magazine gọi đây là "một trong những tuyệt phẩm pop thập niên 90". Ray of Light giành 4 giải Grammy và Rolling Stone liệt album này vào danh sách "500 album vĩ đại nhất". Về mặt thương mại, album này giành ngôi quán quân tại nhiều quốc gia và bán hơn 16 triệu bản toàn cầu. "Frozen", đĩa đơn đầu tiên của album, cũng là đĩa đơn đầu tiên của bà đạt vị trí số 1 tại Vương quốc Liên hiệp Anh, trong khi trở thành đĩa đơn thứ 6 giữ vị trí Á quân tại Mỹ, giúp Madonna lập thêm một kỷ lục khác cho nghệ sĩ có nhiều bài hát vươn đến vị trí thứ 2 nhất. Đĩa đơn thứ 2, "Ray of Light" ra mắt ở vị trí thứ 5 trên Billboard Hot 100.
Kỷ lục Thế giới Guinness phiên bản năm 1998 khẳng định: "Không một nữ nghệ sĩ nào có lượng đĩa tiêu thụ trên toàn cầu nhiều hơn Madonna". Vào năm 1999, Madonna ký kết nhận vai một giáo viên vĩ cầm trong Music of the Heart nhưng đã bỏ qua dự án, vì "những bất đồng sáng tạo" cùng đạo diễn Wes Craven. Bà thu âm đĩa đơn "Beautiful Stranger" cho bộ phim Austin Powers: The Spy Who Shagged Me (1999). Bài hát vươn đến vị trí thứ 19 trên Hot 100, chỉ dựa trên lượng yêu cầu trên đài phát thanh. Madonna giành giải Grammy cho "Bài hát sáng tác cho phương tiện truyền thông xuất sắc nhất". Madonna xuất hiện trong The Next Best Thing (2000) và đóng góp 2 bài hát cho phần nhạc phim; "Time Stood Still" và phiên bản trình bày lại "American Pie" của Don McLean. Bà phát hành album phòng thu thứ 8, Music vào tháng 9 năm 2000. Album có sự góp mặt của các yếu tố nhạc nhảy điện tử-lấy cảm hứng từ thời kỳ Ray of Light và tiếp cận nhiều hơn đến bộ phận khán giả là người đồng tính. Hợp tác cùng nhà sản xuất người Pháp Mirwais Ahmadzaï, Madonna cho rằng: "Tôi thích làm việc cùng những kẻ lập dị mà chẳng ai biết tới—những người có tài năng thật sự và thực hiện âm nhạc không giống bất kỳ ai ngoài kia. Music là âm thanh của tương lai." Stephen Thomas Erlewine từ AllMusic cảm thấy "Music thành công bởi nét biến hóa khôn lường, kỹ thuật, phong cách và vật chất. Album có độ sâu và đa tầng nhiều đến nỗi đạt đến sự tự giác và nghiêm túc ở Ray of Light." Album này đạt đến vị trí đầu bảng tại hơn 20 quốc gia và đạt mốc 4 triệu bản chỉ trong 10 ngày đầu ra mắt. Tại Hoa Kỳ, Music ra mắt tại vị trí đầu bảng và là album quán quân đầu tiên của bà sau 11 năm, kể từ Like a Prayer. Album cho ra 3 đĩa đơn: nhà quán quân Hot 100 "Music", "Don't Tell Me" và "What It Feels Like for a Girl". Video âm nhạc cho "What It Feels Like for a Girl" đề cập đến vấn đề tội ác và phá hoại, khiến kênh MTV và VH1 thông báo cấm khỏi hệ thống trình chiếu.
Bà gặp gỡ người chồng thứ hai, đạo diễn Guy Ritchie, vào tháng 1 năm 1998 và hạ sinh người con trai Rocco John Ritchie vào ngày 11 tháng 8 năm 2000 tại Los Angeles. Rocco và Madonna đã phải trải qua nhiều biến chứng từ việc sinh nở do tình trạng nhau thai tiền đạo. Đứa bé được làm lễ rửa tội tại Dornoch Cathedral, Dornoch, Scotland vào ngày 21 tháng 12 năm 2000. Madonna kết hôn cùng Ritchie vào ngay ngày hôm sau gần Skibo Castle. Chuyến lưu diễn thứ năm của bà mang tựa đề Drowned World Tour mở đầu vào tháng 6 năm 2001, diễn ra tại nhiều thành phố tại Hoa Kỳ và châu Âu, trở thành chuyến lưu diễn của nghệ sĩ đơn ca thành công nhất trong năm, thu về 75 triệu đô-la Mỹ từ 47 đêm diễn cháy vé. Bà còn ra mắt album tuyển tập thứ 2 mang tên GHV2, trùng khớp với thời điểm phát hành video tại gia của chuyến lưu diễn. GHV2 mở đầu tại vị trí thứ 7 trên Billboard 200. Madonna vào vai chính trong bộ phim Swept Away (2002) do Ritchie đạo diễn. Ra mắt dưới định dạng video tại Vương quốc Liên hiệp Anh, bộ phim là một thất bại về doanh thu và bị chỉ trích nặng nề. Vào tháng 5 năm 2002, bà xuất hiện tại Luân Đôn trong vở diễn Up For Grabs tại Wyndhams Theatre (lấy tên là 'Madonna Ritchie'), với những phản hồi vô cùng tiêu cực và được mô tả là "sự thất vọng lớn nhất trong đêm". Tháng 10 năm đó, bà phát hành "Die Another Day", bài hát chủ đề cho bộ phim James Bond Die Another Day, nơi bà cũng có góp mặt trong một vai khách mời, với lời nhận xét từ The Guardian cho rằng diễn xuất của bà "cứng nhắc một cách đáng kinh ngạc". Bài hát vươn đến vị trí thứ 8 trên Billboard Hot 100, trong khi mang về cả hai đề cử "Bài hát trong phim hay nhất" tại giải Quả cầu vàng và giải Mâm xôi vàng cho "Bài hát trong phim dở nhất".

### 2003–2006:American LifevàConfessions on a Dance Floor

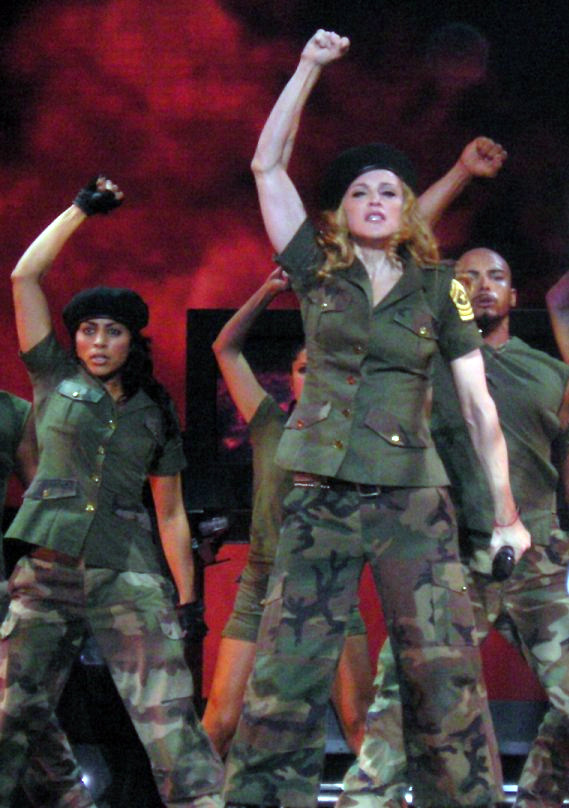
Madonna biểu diễn "American Life" tại Re-Invention World Tour, chuyến lưu diễn có doanh thu cao nhất năm 2004

Theo sau Die Another Day, Madonna hợp tác cùng nhiếp ảnh gia thời trang Steven Klein vào năm 2003 trong triển lãm mang tên X-STaTIC Pro=CeSS. Chương trình bao gồm những bức ảnh được chụp cho tạp chí W và 7 tiết mục video, diễn ra từ tháng 3 đến tháng 5 tại phòng triển lãm Deitch Projects đặt tại New York. Cùng năm đó, Madonna phát hành album phòng thu thứ 9 American Life, dựa trên quan điểm của bà về xã hội Hoa Kỳ; mang về những phản hồi trái chiều. Bà chia sẻ, "[American Life] giống như một chuyến đi trở về kỷ niệm, nhìn lại tất cả mọi thứ tôi đã hoàn thành và những điều tôi từng quý trọng và những thứ quan trọng với tôi." Larry Flick từ The Advocate gọi "American Life là một trong những album liều lĩnh và mang ca từ khôn ngoan nhất của bà" trong khi đánh giá đây là "một sản phẩm lười nhác, nửa vời để nhìn nhận bà và âm nhạc một cách nghiêm túc." Bài hát chủ đề của album vươn đến vị trí thứ 37 trên Hot 100. Video âm nhạc gốc của bài hát đã bị Madonna hủy bỏ do có nội dung liên quan đến bạo lực và chiến tranh, cùng lúc với thời điểm nước Mỹ đang có xung đột với Iraq. Với 4 triệu bản tiêu thụ trên toàn cầu, American Life từng là album có doanh số thấp nhất trong sự nghiệp của bà.
Không lâu sau, Madonna tham gia một màn trình diễn khêu gợi khác tại Giải Video âm nhạc của MTV 2003, trong khi trình bày "Hollywood" cùng Britney Spears, Christina Aguilera và Missy Elliott. Bà gây nên nhiều tranh cãi bằng một nụ hôn giữa Spears và Aguilera trên sân khấu. Vào tháng 10 năm 2003, Madonna tham gia làm khách mời trong đĩa đơn "Me Against the Music" của Spears. Sau đó, bà phát hành EP Remixed & Revisited, bao gồm phiên bản phối lại các bài hát trích từ American Life và "Your Honesty", một bài hát chưa ra mắt từ thời gian thu âm Bedtime Stories. Madonna còn ký một hợp đồng cùng Callaway Arts & Entertainment để trở thành tác giả cho 5 quyển sách dành cho trẻ em. Tác phẩm đầu tiên trong loạt sách này, mang tựa đề The English Roses, ra mắt vào tháng 9 năm 2003, kể về lòng đố kỵ diễn ra giữa 4 nữ sinh người Anh. Kate Kellway từ The Guardian nhận xét "[Madonna] là một diễn viên đang lấn sân sang một lĩnh vực không phải là lợi thế—một JK Rowling, một đóa hồng người Anh." Quyển sách dẫn đầu trong danh sách bán chạy nhất của New York Times và trở thành tập sách ảnh dành cho trẻ em bán chạy nhất mọi thời đại.
Năm kế tiếp, Madonna và Maverick khởi kiện Warner Music Group và công ty mẹ Time Warner, khẳng định chính sự quản lý tài nguyên lỏng lẻo và giấy tờ eo hẹp đã làm công ty thất thoát hàng triệu đô-la. Cuộc tranh chấp được dàn xếp khi cổ phần của Maverick, do Madonna và Ronnie Dashev sở hữu, được Warner mua lại. Công ty của Madonna và Dashev trở thành chi nhánh thuộc quyền sở hữu hoàn toàn của Warner Music, nhưng Madonna vẫn ký kết cùng Warner dưới một hợp đồng thu âm riêng biệt. Vào giữa năm 2004, Madonna mở màn lưu diễn Re-Invention World Tour tại Hoa Kỳ, Canada và châu Âu, trở thành chuyến lưu diễn thành công nhất năm 2004, thu về 120 triệu đô-la Mỹ và là chủ đề cho bộ phim tư liệu của bà, I'm Going to Tell You a Secret. Vào tháng 11 năm 2004, bà được bổ nhiệm vào Đại sảnh Danh vọng Âm nhạc Liên hiệp Anh như là một trong 5 thành viên sáng lập, cùng với The Beatles, Elvis Presley, Bob Marley và U2. Vào tháng 1 năm 2005, Madonna trình bày bài hát "Imagine" của John Lennon tại đêm nhạc Tsunami Aid: A Concert of Hope. Bà còn trình diễn tại đêm hòa nhạc từ thiện Live 8 ở Luân Đôn.

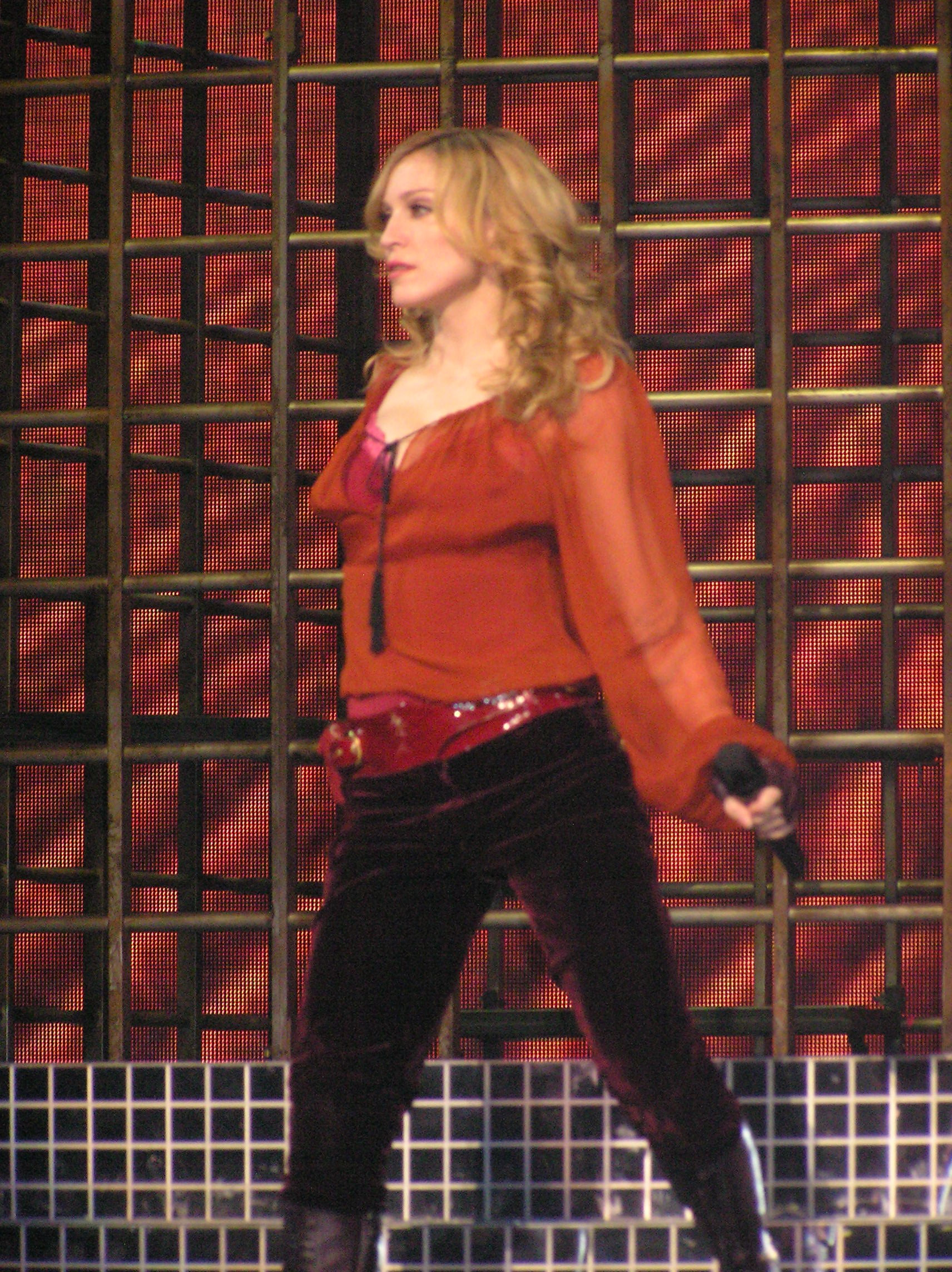
Madonna trình diễn trong Confessions Tour, 2006

Album phòng thu thứ 10 của Madonna mang tên Confessions on a Dance Floor phát hành vào tháng 11 năm 2005. Album mang kết cấu do một DJ hộp đêm biên soạn; Keith Caulfield từ Billboard gọi album này là "sự chào đón trở lại của Nữ hoàng nhạc pop." Album giành giải Grammy cho "Album nhạc điện tử/dance xuất sắc nhất". Confessions on a Dance Floor cùng đĩa đơn đầu tiên, "Hung Up" lần lượt đạt ngôi quán quân tại 40 và 41 quốc gia trên toàn cầu, lập nên một kỷ lục thế giới mới. Bài hát có chứa đoạn nhạc mẫu từ "Gimme! Gimme! Gimme! (A Man After Midnight)" của ABBA, đánh dấu lần thứ hai mà nhóm nhạc này cho phép trích dẫn tác phẩm của họ. Tác giả Björn Ulvaeus từ nhóm ABBA nhận xét "Đây là một bài hát kỳ diệu—100% đậm chất pop." Đĩa đơn thứ hai, "Sorry" trở thành đĩa đơn quán quân thứ 12 của bà tại Vương quốc Liên hiệp Anh. Madonna mở màn Confessions Tour vào tháng 5 năm 2006, với lượng khán giả trên toàn cầu đạt 1.2 triệu người và mang về 193.7 triệu đô-la Mỹ, trở thành chuyến lưu diễn có doanh thu cao nhất của một nữ nghệ sĩ cho đến thời điểm trên. Madonna sử dụng nhiều biểu tượng tôn giáo trong chương trình, như Thánh giá hay Vương miện lá gai trong màn trình diễn "Live to Tell", gây nên nhiều tranh cãi trong các Giáo hội và khiến họ lên tiếng kêu gọi tẩy chay đêm nhạc của bà. Cùng thời điểm đó, Liên đoàn Công nghiệp ghi âm quốc tế (IFPI) chính thức công nhận Madonna bán được hơn 200 triệu album trên toàn cầu.
Trong khi lưu diễn, Madonna mở ra Raising Malawi, một tổ chức quyên góp cho trẻ em cơ nhỡ tại Malawi và đích thân bà đã đến thăm đất nước của họ. Tại đó, bà quyết định nhận nuôi một bé trai tên là David Banda vào tháng 10 năm 2006. Việc nhận nuôi gây nên những phản ứng mạnh mẽ từ công chúng, vì luật pháp Malawi quy định người nhận nuôi phải có 1 năm cư trú tại đó. Bà diễn giải trên The Oprah Winfrey Show rằng Malawi không có quy định nào về việc nhận con nuôi dành cho những đôi vợ chồng người nước ngoài. Bà mô tả cách mà Banda phải trải qua căn bệnh viêm phổi sau khi mắc sốt rét và lao khi bà gặp cậu bé. Cha đẻ của Banda, Yohane lên tiếng rằng "Cái gọi là hoạt động từ thiện ấy đã giày vò tâm trí tôi hằng ngày. Vợ chồng Madonna đã yêu cầu tôi ủng hộ họ trong phiên tòa nhưng tôi nghĩ là mình không thể." Vụ việc hoàn tất vào tháng 5 năm 2008. Một dòng thời trang mang tên M by Madonna, thành quả hợp tác giữa Madonna với hãng bán lẻ H&M của Thụy Điển, bày bán trên thị trường quốc tế vào năm 2006. Bộ sưu tập bao gồm áo khoác da cỡ lớn, váy liền thân, quần ngố màu kem và áo khoác ngắn đồng bộ. H&M nhận xét bộ sưu tập phản ánh "phong cách trường tồn, độc nhất và luôn luôn thanh lịch" của Madonna.

### 2007–2011: Làm phim,Hard Candyvà các dự án kinh doanh

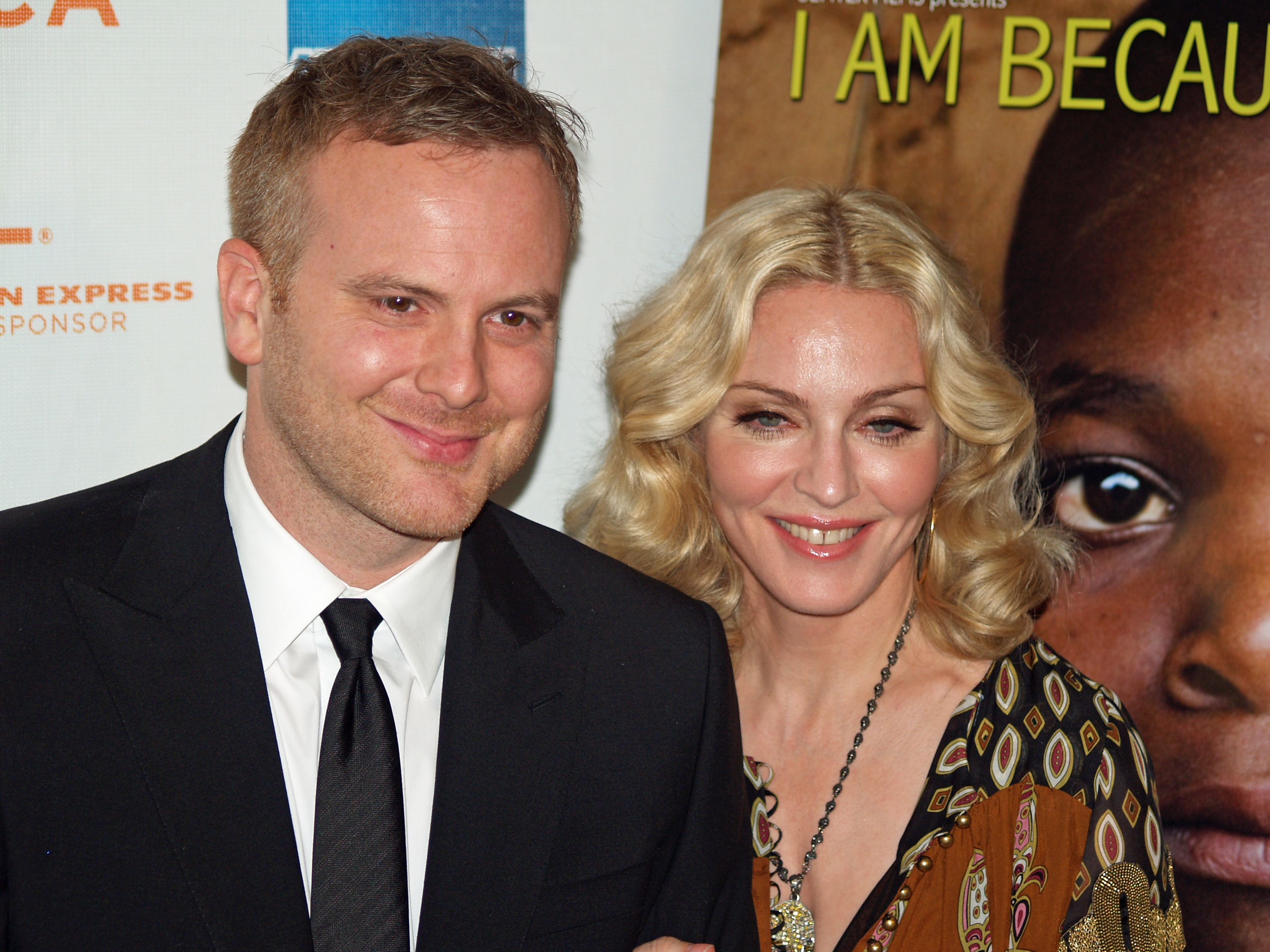
Madonna và Nathan Rissman tại buổi công chiếu I Am Because We Are thuộc Liên hoan phim Tribeca 2008.

Madonna ra mắt bài hát "Hey You" cho chương trình hòa nhạc Live Earth dưới dạng tải nhạc số. Bà còn trình diễn bài hát tại đêm nhạc Live Earth tại Luân Đôn. Madonna thông báo rời khỏi Warner Bros. Records và ký kết một hợp đồng mới, trị giá 120 triệu đô-la Mỹ trong 10 năm cùng Live Nation. Bà sản xuất và sáng tác I Am Because We Are, một bộ phim tư liệu về các vấn đề mà người dân Malawi phải đối mặt do Nathan Rissman đạo diễn. Bà còn đạo diễn bộ phim đầu tay, Filth and Wisdom kể về câu chuyện giữa ba người bạn và khát khao của họ. The Times nhận thấy bà đã "khiến bản thân mình hãnh diện" trong khi The Daily Telegraph mô tả bộ phim là "nỗ lực đầu tiên [của Madonna] tuy không hoàn toàn thất bại [nhưng] nhà đạo diễn sẽ làm tốt để níu giữ công việc hàng ngày của mình." Vào tháng 12 năm 2007, Đại sảnh Danh vọng Rock and Roll công bố Madonna là một trong 5 người được bổ nhiệm vào năm 2008. Trong buổi lễ bổ nhiệm vào ngày 10 tháng 3 năm 2008, Madonna nói lời cảm ơn đến Christopher Flynn, thầy giáo dạy khiêu vũ của bà từ 35 năm trước, bởi sự khuyến khích của ông để bà theo đuổi giấc mơ của mình.
Album phòng thu thứ 11 của Madonna mang tên Hard Candy phát hành vào tháng 4 năm 2008. Với những ảnh hưởng của R&B và urban pop, các bài hát trong Hard Candy đều mang tính tự truyện, hợp tác cùng Justin Timberlake, Timbaland, Pharrell Williams và Nate "Danja" Hills. Album này mở đầu tại vị trí đầu bảng tại 37 quốc gia và tại Billboard 200. Don Shewey từ Rolling Stone khen ngợi album là một "hương vị ấn tượng cho chuyến lưu diễn sắp tới." Các nhà phê bình đưa ra các đánh giá hầu hết là tích cực, mặc cho một vài ý kiến chê trách album như là "một hành động tiếp cận thị trường nhạc urban".
Đĩa đơn chủ đạo từ album, "4 Minutes" đạt vị trí thứ 3 trên Billboard Hot 100, đây là bản hit top 10 thứ 37 của Madonna trên bảng xếp hạng này—giúp bà vượt mặt Elvis Presley cho nghệ sĩ có nhiều bài hát vươn đến top 10 nhất. Tại Vương quốc Liên hiệp Anh, bà củng cố thêm cho kỷ lục của nữ nghệ sĩ có nhiều đĩa đơn đạt ngôi quán quân nhất; "4 Minutes" là đĩa đơn thứ 13 của bà làm được điều này. Tại giải Japan Gold Disc Awards lần thứ 23, Madonna lần thứ 5 mang về giải "Nghệ sĩ của năm" từ Hiệp hội Công nghiệp ghi âm Nhật Bản, nhiều hơn bất cứ nghệ sĩ nào. Để quảng bá album, Madonna mở màn cho Sticky & Sweet Tour; sự hợp tác lớn đầu tiên cùng Live Nation. Với doanh thu 280 triệu đô-la Mỹ, đây từng là chuyến lưu diễn thành công nhất của một nghệ sĩ đơn ca, phá vỡ kỷ lục trước đó của Madonna cùng Confessions Tour; trước khi bị vượt mặt lần nữa bởi The Wall Live của Roger Waters. Chương trình được mở rộng sang năm kế tiếp, với nhiều đêm diễn bổ sung tại châu Âu và mang về tổng doanh thu 408 triệu đô-la Mỹ sau khi kết thúc.

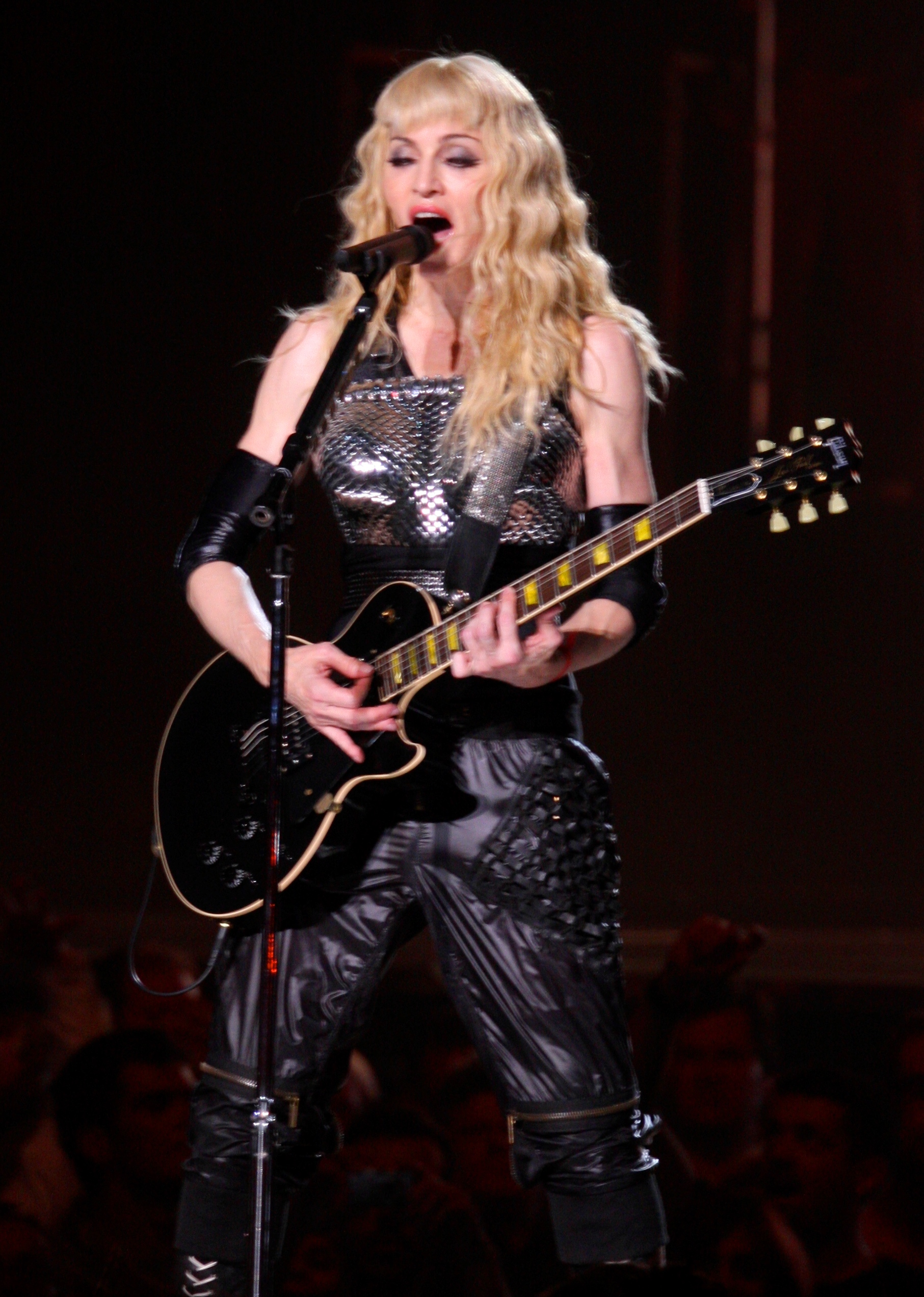
Madonna biểu diễn trong chuyến lưu diễn Sticky & Sweet Tour, 2008.

Vào năm 2008, Christopher Ciccone, em trai của Madonna, cho xuất bản cuốn tự truyện Life with My Sister Madonna, đạt hạng hai trong danh sách bán chạy nhất của New York Times. Quyển sách gây ra sự rạn nứt giữa hai chị em, vì không được bà cho phép phát hành. Các vấn đề cũng nảy sinh giữa Madonna và Ritchie, khi giới truyền thông cho rằng cả hai đang đứng trước bờ vực ly thân. Sau cùng, Madonna đệ đơn ly hôn với Ritchie, với lý do những bất đồng không thể hòa giải, được thông qua vào tháng 12 năm 2008. Bà quyết định nhận thêm một con nuôi từ Malawi. Tòa án tối cao của nước này lúc đầu ủng hộ việc nhận nuôi bé gái 4 tuổi có tên là Chifundo "Mercy" James, nhưng lại bác bỏ đơn xin nhận nuôi Mercy một lần nữa với lý do Madonna không phải là công dân Malawi. Khi luật sư của Madonna làm đơn kháng cáo, Tòa đã thay đổi quyết định và chính thức trao quyền nuôi Mercy James cho Madonna vào 12 tháng 6 năm 2009. Sau đó, Madonna phát hành Celebration, album tuyển tập thứ ba của Madonna và là sản phẩm cuối cùng giữa bà và Warner Bros. Album bao gồm 34 ca khúc xuyên suốt sự nghiệp của bà cùng hai ca khúc mới mang tên "Celebration" và "Revolver". Celebration vươn đến vị trí số 1 tại Vương quốc Liên hiệp Anh, giúp bà sánh bằng Elvis Presley cho nghệ sĩ đơn ca với nhiều album quán quân nhất lịch sử xếp hạng tại đây. Bà xuất hiện tại giải thưởng Video âm nhạc của MTV ngày 13 tháng 9 năm 2009 trong chương trình tưởng nhớ đến cố ngôi sao nhạc pop Michael Jackson.
Nhiều tranh cãi diễn ra khi Madonna quyết định nhận nuôi thêm một đứa trẻ khác từ Malawi. Bà được trao quyền nhận nuôi Chifundo "Mercy" James vào tháng 6 năm 2009. Madonna làm quen với Marcy từ thời gian bà nhận nuôi David. Bà của Marcy ban đầu không ủng hộ việc nhận nuôi, nhưng sau đó lại đồng ý, thổ lộ rằng "Ban đầu, tôi không muốn bà ấy đến nhưng khi cả gia đình chúng tôi ngồi xuống và thỏa thuận chấp nhận để Marcy đi. Người đàn ông cứ nài nỉ nhận nuôi Mercy và tôi không thể khước từ được nữa. Tôi vẫn yêu mến Mercy. Cô bé là người tôi quý mến nhất." Cha của Mercy vẫn cứng rắn cho rằng mình không thể ủng hộ việc nhận nuôi khi còn sống. Kết thúc thập niên 2000, Madonna là nghệ sĩ đơn ca bán chạy nhất thập niên tại Hoa Kỳ và là nghệ sĩ được nghe nhiều nhất thập niên tại Vương quốc Liên hiệp Anh. Billboard còn vinh danh bà là nghệ sĩ lưu diễn thành công thứ ba của thập niên—chỉ đứng sau The Rolling Stones và U2—với doanh thu hơn 801 triệu đô-la Mỹ, từ 6.3 triệu khán giả và 244/248 đêm cháy vé.
Madonna trình bày tại đêm nhạc Hope for Haiti Now: A Global Benefit for Earthquake Relief vào tháng 1 năm 2010. Vào tháng 4, bà phát hành album trực tiếp thứ 3, Sticky & Sweet Tour. Đây là sản phẩm đầu tiên của bà ra mắt thông qua hãng Live Nation, dù vẫn được phân phối bởi Warner Bros. Madonna cho phép chương trình truyền hình Mỹ Glee sử dụng toàn bộ mục lục âm nhạc của bà và nhà sản xuất dự định một tập phim độc quyền bao gồm những bài hát của Madonna. Glee: The Music, The Power of Madonna, một EP chứa 8 phiên bản trình bày lại các bài hát của Madonna xuất hiện trong tập phim này được phát hành sau đó và mở đầu ở vị trí đầu bảng Billboard 200. Madonna trình làng dòng thời trang Material Girl mà bà thiết kế cùng con gái, Lourdes. Lấy cảm hứng từ thời trang thập niên 1980, Material Girl lấy phong cách cô gái nổi loạn của Madonna khi bà mới nổi vào thập niên 1980, được ra mắt dưới nhãn hiệu Macy's. Madonna còn mở một loạt trung tâm thể hình trên toàn cầu mang tên Hard Candy Fitness. Vào tháng 11 năm 2011, Madonna và MG Icon thông báo phát hành dòng thời trang thứ 2 mang tên Truth or Dare by Madonna, bao gồm giày dép, nội y và phụ kiện đi kèm.

### 2012–2017: Super Bowl XLVI,MDNAvàRebel Heart

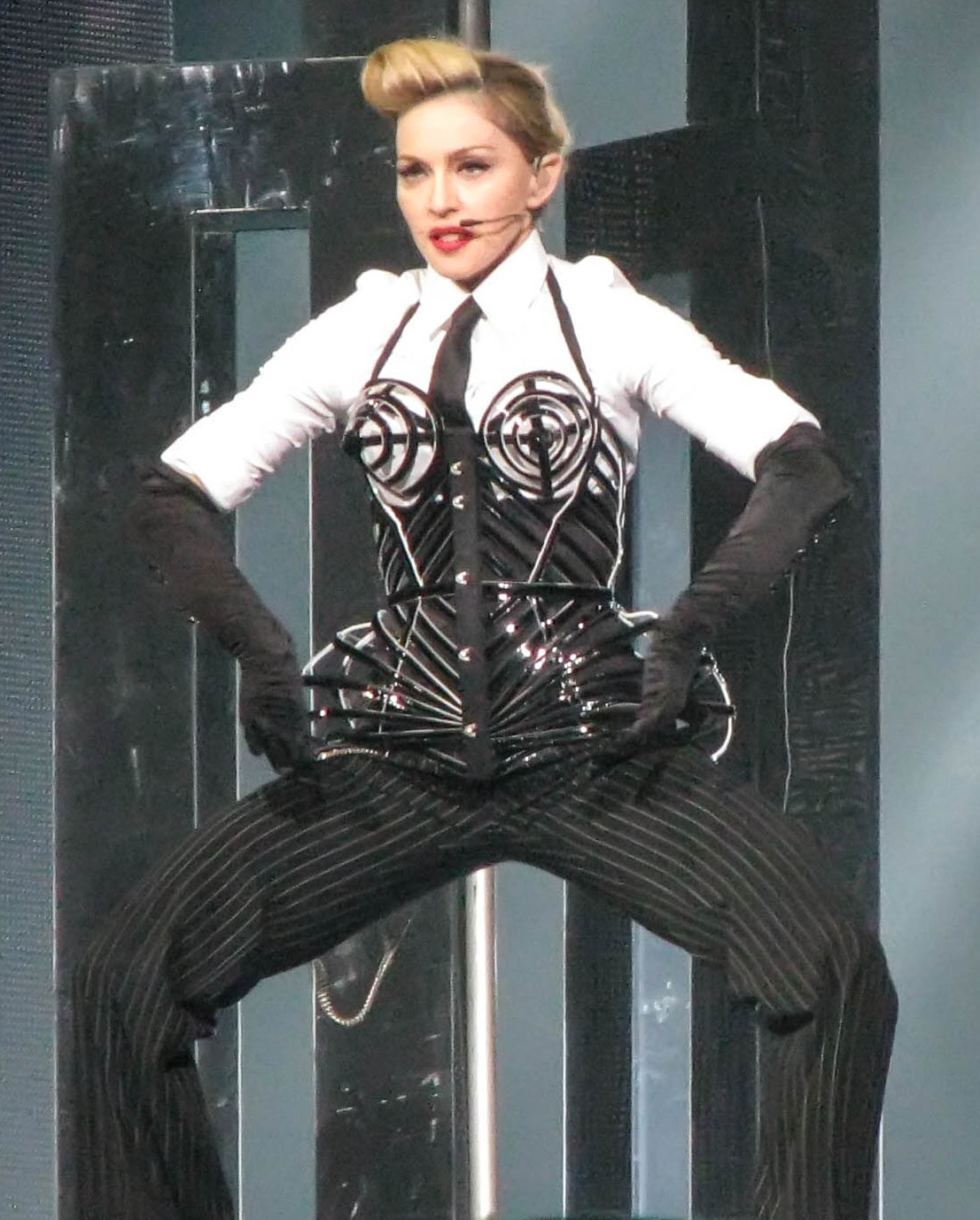
Madonna trình diễn trong The MDNA Tour, 2012

W.E., bộ phim dài thứ 2 do bà đạo diễn, kể về mối tình giữa Edward VIII của Anh và Wallis Simpson; do Alek Keshishian làm đồng biên kịch. Phản ứng của giới phê bình và thương mại đối với bộ phim này là tiêu cực. Madonna đóng góp bản ballad "Masterpiece" trong phần nhạc phim, mang về cho bà giải Quả cầu vàng cho "Ca khúc trong phim hay nhất". Vào năm 2012, Madonna trình diễn tại chương trình giữa giờ Super Bowl XLVI, do Cirque Du Soleil và Jamie King dàn dựng, với khách mời đặc biệt gồm ban nhạc LMFAO, Nicki Minaj, M.I.A. và Cee Lo Green. Đây từng là chương trình giữa giờ Super Bowl có lượng người xem cao nhất trong lịch sử với 114 triệu người xem, cao hơn cả lượng khán giả trung bình của trận đấu. Bà cũng thông báo ký kết một hợp đồng gồm 3 album cùng Interscope Records, như là một phần của thỏa thuận với Live Nation.
Album phòng thu thứ 12 của bà, MDNA, phát hành vào tháng 3 năm 2013. Trong album này, bà hợp tác cùng nhiều nhà sản xuất, mà nổi bật là sự tái hợp cùng William Orbit và Martin Solveig. Album mang về các đánh giá tích cực, với Priya Elan từ NME gọi đây là "một cuộc nô đùa thú vị một cách lố bịch" và là "một trong số những điều nội tâm nhất mà bà từng thực hiện." MDNA mở màn tại vị trí đầu bảng Billboard 200 và nhiều quốc gia khác trên toàn cầu. Madonna phá vỡ kỷ lục của Elvis Presley cho nghệ sĩ đơn ca có nhiều album quán quân nhất tại Vương quốc Liên hiệp Anh. Đĩa đơn đầu tiên "Give Me All Your Luvin'", với sự góp mặt của Minaj và M.I.A., trở thành bài hát thứ 38 của Madonna xuất hiện trong top 10 Billboard Hot 100.
Chuyến lưu diễn quảng bá album The MDNA Tour mở màn vào tháng 5 năm 2012 tại Tel Aviv, Israel. Chuyến lưu diễn nhận được những phản hồi tích cực, nhưng lại gặp nhiều vấn đề gây tranh cãi như yếu tố bạo lực, súng cầm tay, nhân quyền, khỏa thân và chính trị. Chuyến lưu diễn đạt thành công thương mại lớn, với doanh thu 305.2 triệu đô-la Mỹ từ 88 đêm diễn cháy vé, trở thành chuyến lưu diễn thành công nhất năm 2012 và là chuyến lưu diễn có doanh thu cao thứ 10 mọi thời đại. Tại giải thưởng Âm nhạc Billboard 2013, Madonna giành 3 giải cho "Nghệ sĩ lưu diễn hàng đầu", "Nghệ sĩ dance hàng đầu" và "Album dance hàng đầu". Madonna là nghệ sĩ bội thu nhất của năm do Forbes bình chọn, thu về ước tính 125 triệu đô-la Mỹ, dựa trên thành công của chuyến lưu diễn.
Tính đến năm 2013, tổ chức Raising Malawi của Madonna đã xây dựng nên 10 trường học để phục vụ cho 4.000 trẻ em tại Malawi, với số tiền 400.000 đô-la Mỹ. Khi Madonna đến thăm những ngôi trường vào tháng 4 năm 2013, Tổng thống Malawi Joyce Banda lên tiếng chỉ trích Madonna cùng tổ chức từ thiện của bà, cáo buộc bà thổi phồng những đóng góp của tổ chức. Trong bài phát biểu hồi âm, Madonna chia sẻ nỗi buồn khi Banda đối xử một cách tiêu cực trước những nỗ lực của bà. "Tôi không có ý định sao nhãng trước những luận điệu lố bịch này," bà nói thêm. Sau đó, Banda xác nhận mình không cho phép đưa ra phát biểu trên cùng nhóm báo chí của bà và "vô cùng giận dữ" qua vụ nhầm lẫn này.
Hợp tác với nhiếp ảnh gia Steven Klein, Madonna thực hiện một bộ phim dài 17 phút mang tên secretprojectrevolution. Bà lựa chọn hợp tác cùng công ty BitTorrent trong quá trình phân phối, trước khi phát hành vào ngày 24 tháng 9 năm 2013, đi kèm với một loạt ảnh tĩnh, một bài phỏng vấn Vice và một thông điệp từ Madonna. Cùng với bộ phim, bà sáng lập nên dự án Art for Freedom, giúp quảng bá "nghệ thuật và tự do ngôn luận như là tiềm lực giải quyết các cuộc đàn áp và bất công trên toàn cầu." Trang mạng cho dự án có hơn 3.000 đệ trình nghệ thuật từ khi bắt đầu, trong khi Madonna thường xuyên kiểm tra và nhận được sự giúp đỡ từ các nghệ sĩ khác như David Blaine và Katy Perry trong vai trò quản lý khách mời.
Madonna xuất hiện tại lễ trao giải Grammy lần thứ 56 vào tháng 1 năm 2014 khi trình bày "Open Your Heart" cùng rapper Macklemore & Ryan Lewis và ca sĩ Mary Lambert trong bài hát "Same Love", trong một đám cưới tập thể của 33 cặp đôi trên sân khấu, do Queen Latifah chủ trì. Nhiều ngày sau, bà góp mặt cùng Miley Cyrus trong chương trình MTV Unplugged đặc biệt, trình bày một bản mashup của "Don't Tell Me" và đĩa đơn của Cyrus, "We Can't Stop" (2013). Bà còn mở rộng đầu tư kinh doanh của mình và ra mắt dòng sản phẩm chăm sóc da MDNA Skin vào tháng 2 năm 2014 tại Tokyo, Nhật Bản. Sau khi đến thăm quê nhà tại Detroit vào tháng 5 năm 2014, Madonna quyết định quyên góp cho 3 tổ chức từ thiện trong thành phố để giúp đỡ xóa đói giảm nghèo.

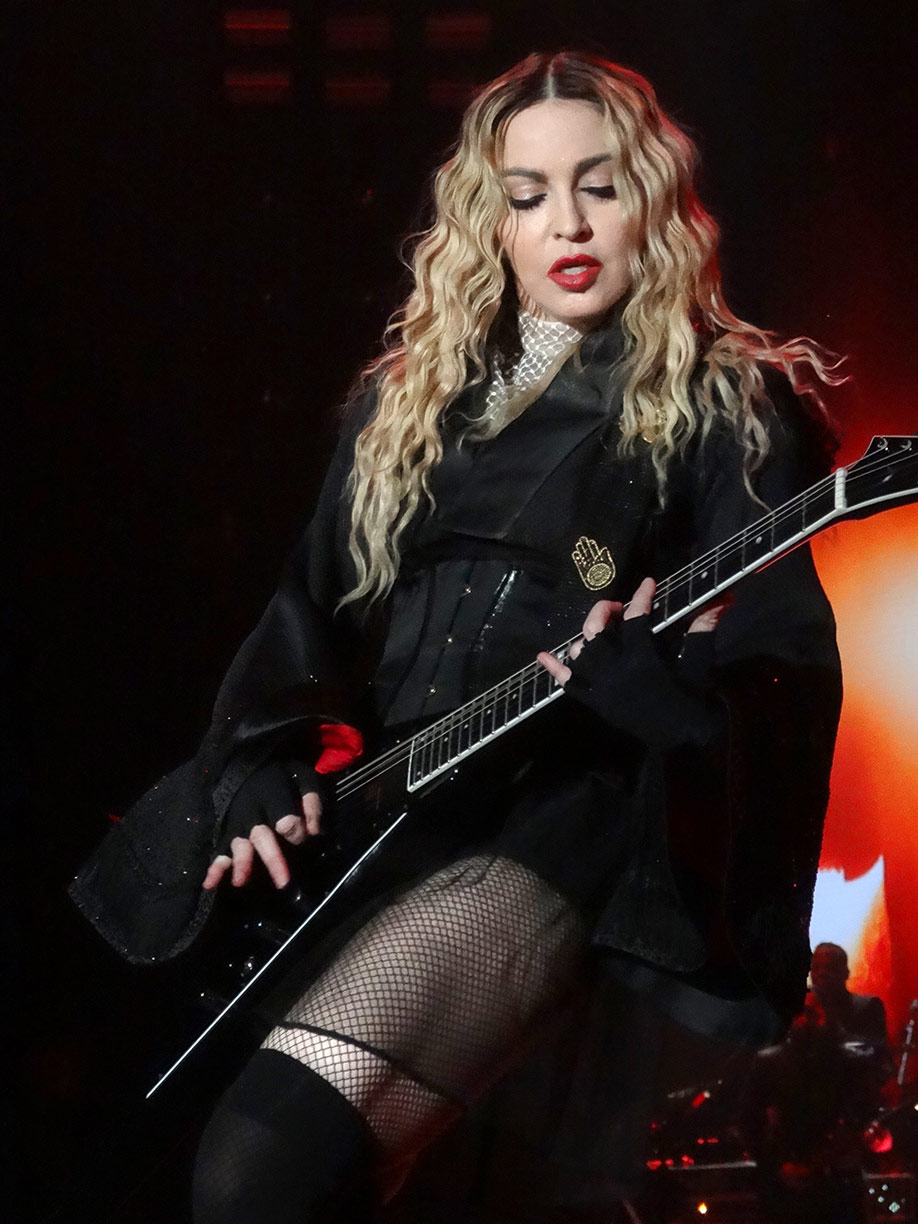
Madonna trình diễn trong Rebel Heart Tour, 2015

Madonna bắt đầu thực hiện album phòng thu thứ 13 cùng Avicii, Diplo và Natalia Kills. Vào tháng 12 năm 2014, 13 bản thu thử cho album bị rò rỉ trên Internet. Bà đăng tải phản hồi, khẳng định phân nửa các bài hát trên sẽ không lọt vào phiên bản sau cùng, trong khi nửa còn lại đã "thay đổi và tiến triển". Album mang tựa đề Rebel Heart ra mắt vào tháng 3 năm 2015. Một trong những chủ đề chính trong đĩa nhạc này là sự mặc tưởng, cùng với "những phát biểu chân thực về bản thân và tham vọng sự nghiệp". Madonna giải thích với Jon Pareles của The New York Times rằng dù bà chưa bao giờ nhìn lại những nỗ lực trước đây, hồi tưởng về chúng lại là điều đúng đắn trong Rebel Heart. Giới phê bình đưa ra nhiều đánh giá tích cực tới album, gọi đây là tác phẩm xuất sắc nhất của bà trong hơn một thập niên. Rebel Heart là album đầu tiên của Madonna hụt mất vị trí dẫn đầu tại Billboard 200 kể từ năm 1998, nhưng giành hạng nhất tại nhiều thị trường âm nhạc lớn như Úc, Canada, Đức và Ý. Rebel Heart phát hành 3 đĩa đơn đạt vị trí quán quân bảng xếp hạng Dance Club Songs Hoa Kỳ, "Living for Love", "Ghosttown" và "Bitch I'm Madonna".
Bà mở đầu chuyến lưu diễn Rebel Heart Tour từ tháng 9 năm 2015 đến tháng 3 năm 2016 để quảng bá cho album này. Chuyến lưu diễn vòng quanh Bắc Mỹ, châu Âu, châu Á và là lần đầu tiên Madonna đến thăm châu Úc trong hơn 23 năm, nơi bà tổ chức thêm một đêm diễn cố định dành tặng người hâm mộ. Chuyến lưu diễn thu về 169,8 triệu đô la Mỹ từ 82 đêm nhạc, với hơn 1.045 triệu vé tiêu thụ. Trong lúc lưu diễn, Madonna liên quan đến vấn đề pháp lý với Ritchie, khi tranh chấp quyền giám hộ con trai Rocco. Cuộc tranh cãi diễn ra khi Rocco quyết định sống tại Anh cùng bố và Madonna mong cậu quay lại với bà. Các phiên tòa lần lượt diễn ra ở New York và Luân Đôn, Madonna quyết định rút lại đơn xin giám hộ, mong muốn có một cuộc thảo luận giữa bà với Ritchie về Rocco.
Tháng 10 năm 2016, Billboard vinh danh Madonna là "Người phụ nữ của năm". Tại buổi lễ, bà đưa ra lời phát biểu "thẳng thắn và chân thực một cách tàn bạo" về con đường sự nghiệp và chủ nghĩa nữ quyền. Tháng tiếp theo, Madonna trình diễn trong một đêm nhạc tại Washington Square Park nhằm ủng hộ ứng cử viên Hillary Clinton trong cuộc bầu cử tổng thống năm 2016. Thất vọng vì Donald Trump thắng cử, Madonna đã lên tiếng phản đối Trump tại Cuộc tuần hành phụ nữ ở Washington, một ngày sau khi ông nhậm chức. Bà gây tranh cãi khi nói rằng "đã từng nghĩ đến việc muốn cho nổ tung Nhà Trắng". Ngày hôm sau, bà đính chính bản thân "không phải là người ưa bạo lực" và câu nói trên đã bị "xuyên tạc một cách khủng khiếp".
Bà dự định đồng biên kịch và đạo diễn bộ phim Loved, chuyển thể từ cuốn tiểu thuyết The Impossible Lives of Greta Wells của Andrew Sean Greer. Bộ phim kể về mối quan hệ giữa nhân vật chính và em trai Felix là người đồng tính. Tháng 2 năm 2017, Madonna được trao quyền nhận nuôi cặp chị em song sinh 4 tuổi từ Malawi, tên là Esther và Stella, và bà đã chuyển đến sống ở Lisbon, Bồ Đào Nha vào mùa hè năm 2017 với các con nuôi của mình. Vào tháng 7, cô đã mở Viện Phẫu thuật Nhi khoa và Chăm sóc Đặc biệt Mercy James ở Malawi, một bệnh viện dành cho trẻ em do tổ chức từ thiện Raising Malawi của bà xây dựng. Album trực tiếp thuật lại chuyến lưu diễn Rebel Heart Tour được phát hành vào tháng 9 năm 2017 và giành giải Video âm nhạc hay nhất cho nghệ sĩ phương Tây tại giải Japan Gold Disc Award lần thứ 32. Cùng tháng, Madonna ra mắt MDNA Skin tại một số cửa hàng ở Hoa Kỳ. Trước đó vài tháng, nhà đấu giá Gotta Have Rock and Roll đã rao bán những món đồ cá nhân của Madonna như bức thư tình từ Tupac Shakur, băng cát-xét, đồ lót và bàn chải tóc. Darlene Lutz, một nhà kinh doanh nghệ thuật đã khởi xướng cuộc đấu giá, đã bị người đại diện của Madonna khởi kiện. Madonna nói rằng tư cách người nổi tiếng của bà "không làm mất đi quyền riêng tư của tôi, bao gồm cả những vật dụng mang tính cá nhân cao". Madonna thua kiện và quan toà đã ra phán quyết có lợi cho Lutz, người đã chứng minh rằng vào năm 2004 Madonna đã thực hiện một thỏa thuận pháp lý với bà về việc bán các sản phẩm.

### 2018–nay:Madame X, tái phát hành danh mục bài hát và phim tự truyện

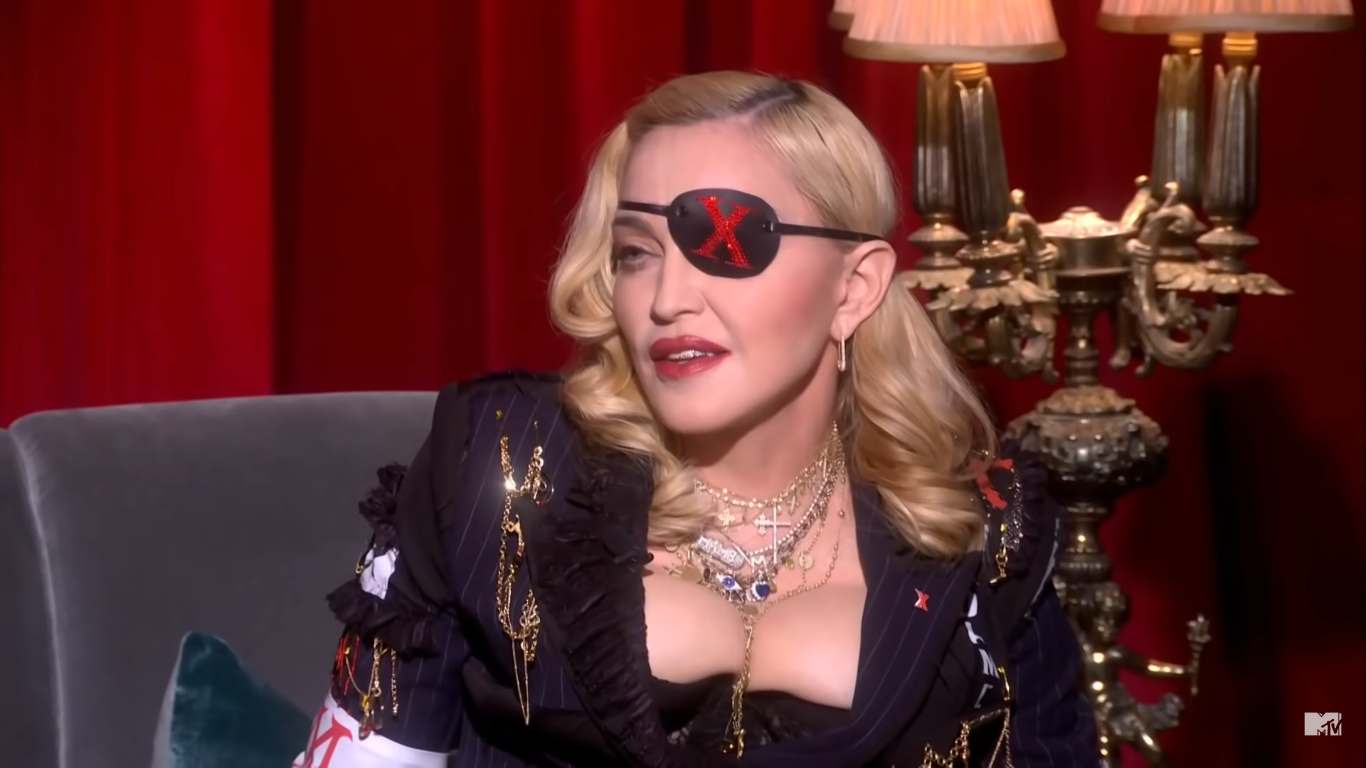
Madonna trong buổi ra mắt video âm nhạc cho "Medellín" vào tháng 4 năm 2019

Khi sống ở Lisbon, Madonna gặp Dino D'Santiago, người đã giới thiệu bà với nhiều nhạc sĩ địa phương chơi nhạc fado, morna và samba. Họ thường xuyên mời bà đến "phòng khách" của họ, vì vậy bà có niềm cảm hứng để thực hiện album phòng thu thứ 14 của mình, Madame X. Madonna bắt tay sản xuất album cùng một số nhạc sĩ, chủ yếu là những người cộng tác lâu năm với mình là Mirwais và Mike Dean. Album đã được giới phê bình đón nhận nồng nhiệt, NME cho rằng nó "táo bạo, kỳ quái và không giống bất cứ sản phẩm nào mà Madonna từng làm trước đây." Được phát hành vào tháng 6 năm 2019, Madame X ra mắt ở vị trí số một Billboard 200, trở thành album quán quân thứ chín của bà trên bảng xếp hạng này. Cả 4 đĩa đơn trong album — "Medellín", "Crave", "I Rise", and "I Don't Search I Find" — đứng đầu bảng xếp hạng Billboard Dance Club Songs, mở rộng kỷ lục của bà về hầu hết các đĩa đơn số một trên bảng xếp hạng.
Madonna xuất hiện với tư cách nghệ sĩ khách mời tại Eurovision Song Contest vào tháng 5 năm 2019; bà đã biểu diễn "Like a Prayer", và "Future" với rapper Quavo. Madame X Tour, một chuyến lưu diễn tại các thành phố được chọn trên khắp Bắc Mỹ và Châu Âu, bắt đầu vào ngày 17 tháng 9 năm 2019. Ngoài các địa điểm nhỏ hơn nhiều so với những chuyến lưu diễn trước đây, Madonna đã thực hiện nội quy không sử dụng điện thoại di động nhằm tối đa hóa sự thân mật trong buổi hòa nhạc. Theo Pollstar, chuyến lưu diễn đã thu về 51,4 triệu USD tiền bán vé. Tháng 12 cùng năm, Madonna bắt đầu hẹn hò với Ahlamalik Williams, một vũ công đã đồng hành cùng bà trong Rebel Heart Tour vào năm 2015. Tuy nhiên, chuyến lưu diễn đã phải đối mặt với nhiều lần bị hủy bỏ do bà bị tái phát chấn thương đầu gối, và kết thúc đột ngột vào ngày 8 tháng 3 năm 2020, ba ngày trước buổi biểu diễn dự kiến cuối cùng, sau khi chính phủ Pháp ban hành lệnh cấm tụ tập trên 1.000 người do đại dịch COVID-19. Madonna sau đó thừa nhận rằng bà đã bị xét nghiệm dương tính với coronavirus, và quyên góp 1 triệu đô la cho Quỹ Bill & Melinda Gates nhằm tài trợ nghiên cứu tạo ra một loại vắc xin mới.
Madonna và Missy Elliott là khách mời trong đĩa đơn "Levitating" của Dua Lipa, từ album remix năm 2020 Club Future Nostalgia của Lipa. Vào tháng 8 năm 2020, Madonna đã đăng một video trên Instagram của mình, nơi bà thảo luận về ý tưởng cho một kịch bản cùng với nhà văn Diablo Cody. Vào tháng 9, bà xác nhận trên một buổi phát trực tiếp trên Instagram rằng họ đang viết kịch bản cho một bộ phim nói về cuộc đời bà, sẽ được sản xuất bởi Amy Pascal. Vào tháng 6 năm 2021, Madonna đã mời nhà biên kịch Erin Wilson đến để giúp hoàn thiện kịch bản. Madonna sẽ phát hành Madame X, một bộ phim tài liệu tường thuật lại chuyến lưu diễn cùng tên, trên nền tảng Paramount+ vào tháng 10 năm 2021. Vào ngày sinh nhật tuổi 63, bà tuyên bố chính thức trở lại với Warner trong một mối quan hệ đối tác toàn cầu, cung cấp cho hãng này toàn bộ danh mục bài hát đã thu âm trước đây của mình, bao gồm ba album cuối cùng dưới trướng Interscope (sau đó được công ty Boy Toy, Inc. của Madonna nắm giữ bản quyền và chỉ được cấp phép cho Interscope thông qua Live Nation). Theo hợp đồng, Madonna sẽ tái phát hành một loạt các danh mục bài hát bắt đầu từ năm 2022, nhân kỷ niệm 40 năm sự nghiệp của bà.

## Phong cách nghệ thuật

### Phong cách âm nhạc và sáng tác
—Rick Nowels, người đồng sáng tác với Madonna trong Ray of Light, bình luận về khả năng sáng tác của bà.
Âm nhạc của Madonna là chủ đề cho nhiều phân tích và xem xét kỹ lưỡng. Robert M. Grant, tác giả của Contemporary Strategy Analysis (2005), cho rằng điều dẫn đến thành công của Madonna "chắc chắn không phải từ năng khiếu bẩm sinh. Trong vai trò của một ca sĩ, nhạc sĩ, vũ công, người viết bài hát hay diễn viên, tài năng của Madonna đều khá khiêm tốn." Ông khẳng định thành công của Madonna nằm ở tài năng của người khác, cùng những mối quan hệ riêng tư làm nền tảng cho nhiều sự biến hóa trong sự nghiệp kéo dài của bà. Ảnh hưởng của Madonna vượt xa tầm hiểu biết trong việc "Tìm nên một công thức thành công và làm đúng theo nó" của ngành công nghiệp âm nhạc. Sự nghiệp của bà là một sự thử nghiệm không ngừng nghỉ với nhiều ý tưởng âm nhạc và hình tượng mới mẻ và là một cuộc tìm kiếm đỉnh cao liên tiếp của danh vọng và sự tán dương. Grant tổng kết "quyết định đưa tên tuổi mình như là bà hoàng của dòng nhạc đại chúng, Madonna không chỉ dừng lại ở đó, mà còn tiếp tục tự tái sáng tạo mình." Nhà âm nhạc học Susan McClary viết "Chính bản thân nghệ thuật của Madonna đã liên tục mổ xẻ những quan niệm truyền thống về một chủ đề thống nhất với nhiều ranh giới bản ngã có giới hạn. Các tác phẩm của bà khai thác nhiều phương pháp cấu thành bản sắc, đồng thời chối bỏ tính ổn định, giữ nguyên dòng chảy và chống lại bất cứ sự định nghĩa nào."
Trong xuyên suốt sự nghiệp, Madonna tham gia sáng tác và sản xuất cho hầu hết âm nhạc của mình. Khả năng sáng tác sơ khai của Madonna được phát triển trong thời gian biểu diễn cùng Breakfast Club vào năm 1979. Theo tác giả Carol Gnojewski, ý định sáng tác đầu tiên của bà hình thành thông qua nhận thức về tầm quan trọng của việc tự mặc khải, khi Madonna chia sẻ: "Tôi không biết [những bài hát] xuất phát từ đâu. Chúng giống như ma thuật vậy. Tôi có thể viết một bài hát mỗi ngày. Tôi thốt lên rằng 'Ồ, đây là sứ mệnh của tôi'." Mark Kamins, nhà sản xuất đầu tiên của bà, tin rằng Madonna là "một nhạc sĩ và người viết lời bị xem nhẹ." Rolling Stone gọi bà là "một tác giả mẫu mực với năng khiếu sáng tác đoạn hook và lời ca đáng nhớ." Theo Freya Jarman-Ivens, khả năng phát triển những đoạn hook "đáng kinh ngạc" của Madonna trong những bài hát của mình đã giúp cho lời ca tạo được sự chú ý từ khán giả, mà không cần màng đến ảnh hưởng từ âm nhạc. Trong một ví dụ, Jarman-Ivens chỉ ra câu hát "Live out your fantasy here with me, just let the music set you free; Touch my body, and move in time, now I know you're mine" trong đĩa đơn năm 1985 "Into the Groove". Các sáng tác của Madonna thường mang tính tự truyện qua nhiều năm, mang các chủ đề trải dài từ tình yêu và các mối quan hệ, cho đến lòng tự trọng và ca ngợi vị thế của phụ nữ. Các bài hát của bà còn đề cập đến các vấn đề cấm kỵ và bất thường trong thời điểm phát hành, như về tình dục và AIDS trong Erotica (1992). Nhiều ca từ của bà có chứa nội dung ám chỉ và mang hai nghĩa, dẫn đến nhiều diễn giải từ giới phê bình âm nhạc lẫn học giả. Madonna từng hai lần được bổ nhiệm vào Đại sảnh danh vọng Sáng tác, trong buổi lễ năm 2014 và 2016.
Trước khi nổi danh là một ngôi sao nhạc pop, Madonna từng trải qua nhiều năm trong dòng nhạc rock cùng ban nhạc Breakfast Club và Emmy. Trong khi trình diễn cùng Emmy, bà thu âm khoảng 12-14 bài hát mang thể loại punk rock vào thời điểm đó. Gốc gác từ rock của Madonna có thể được nghe thấy từ album thu thử Pre-Madonna. Stephen Thomas Erlewine nhận thấy ở album phòng thu đầu tay cùng tên của bà, Madonna bắt đầu sự nghiệp của một nữ diva disco, trong một thời kỳ không có nhiều nữ danh ca phổ biến đến thế. Vào đầu thập niên 80, disco bị tẩy chay khỏi dòng nhạc pop đại chúng, và theo Erlewine, Madonna góp công lớn trong việc truyền bá nhạc dance vào dòng nhạc đại chúng. Các bài hát từ album bộc lộ nhiều xu hướng chủ đạo, giúp bà tiếp tục định nghĩa nên thành công của mình, bao gồm cách diễn đạt phần lớn dựa trên dòng nhạc dance, những đoạn hook bắt tai, phần cải biên tao nhã và chất giọng độc nhất của Madonna. Album phòng thu thứ 2, Like a Virgin (1984) là báo hiệu cho nhiều xu hướng xuất hiện trong các tác phẩm sau này của bà, bao gồm nhiều sự tham khảo từ các tác phẩm cổ điển (dòng tổng hợp pizzicato mở đầu "Angel"); khả năng nhận được những phản ứng tiêu cực từ các nhóm xã hội ("Dress You Up" nằm trong danh sách đen của Parents Music Resource Center); và phong cách retro ("Shoo-Bee-Doo", bài hát tri ân đến Motown của Madonna).
- Trục trặc khi nghe? Xem hướng dẫn.

Lời tuyên bố nghệ thuật trưởng thành của Madonna dễ dàng được nhìn thấy trong True Blue (1986) và Like a Prayer (1989). Trong True Blue, bà kết hợp nhạc cổ điển nhằm tiếp cận đến đối tượng khán giả lớn tuổi hơn, những người thường tỏ vẻ hoài nghi đến âm nhạc của bà. Like a Prayer giới thiệu những ca khúc được thu âm trực tiếp và kết hợp nhiều thể loại âm nhạc, bao gồm nhạc dance, funk, R&B và phúc âm. Tính linh hoạt của bà còn được thể hiện trong I'm Breathless, nơi chủ yếu chứa những giai điệu showtune từ Broadway thập niên 1940-mang những ảnh hưởng từ jazz, swing và big band. Madonna tiếp tục sáng tác các bản ballad và dance tiết tấu nhanh trong Erotica (1992) và Bedtime Stories (1994). Cả hai album đều khám phá các yếu tố của new jack swing, với Jim Farber từ Entertainment Weekly khẳng định "bà có thể thật sự được nhìn nhận là mẹ đỡ đầu new jack swing." Bà cố gắng giữ vững nét hiện đại bằng việc kết hợp nhạc mẫu, mạch trống và hip hop vào âm nhạc của mình. Với Ray of Light, Madonna khiến nhạc điện tử trở nên phổ biến hơn trong bối cảnh âm nhạc đương đại.
Madonna thể nghiệm với folk và acoustic trong Music (2000) và American Life (2003). Có thể nhận thấy sự thay đổi trong nội dung bài hát ở Music, với hầu hết đều là những bản tình ca giản dị, nhưng mang giai điệu u sầu tìm ẩn. Theo tạp chí Q, American Life mang đặc điểm của "một giai điệu điện tử sôi động, dòng keyboard trong trẻo, một đoạn điệp khúc acoustic và một đoạn rap kỳ lạ của Madonna." "Các bài hát rock thông thường" của album tràn ngập lời ca sâu sắc về lòng yêu nước và thỏa hiệp, bao gồm sự xuất hiện của ca đoàn phúc âm trong "Nothing Fails". Madonna trở lại dòng nhạc dance với Confessions on a Dance Floor, chứa nhịp club và âm nhạc retro với lời ca mang phép ẩn dụ nghịch lý và đề cập đến các tác phẩm trước đây của bà. Madonna thay đổi sang hơi hướng urban cùng Hard Candy (2008), hòa hợp giữa R&B và hip hop cùng giai điệu dance. MDNA (2012) phần lớn tập trung vào dòng nhạc dance điện tử mà Madonna hướng đến từ Ray of Light.

### Giọng hát và nhạc cụ
Sở hữu chất giọng mezzo-soprano (nữ trung), Madonna luôn e thẹn về giọng hát của mình, đặc biệt khi so sánh trước những ca sĩ thần tượng như Ella Fitzgerald, Prince và Chaka Khan. Mark Bego, tác giả cuốn Madonna: Blonde Ambition, gọi bà là "giọng ca hoàn hảo cho những bài hát nhẹ nhàng", dù không phải là một "tài năng nặng ký." Theo nhà phê bình Tony Sclafani của MSNBC, "giọng ca của Madonna là điểm then chốt đến gốc gác rock của bà. Ca sĩ nhạc pop thường hát những bài hát một cách 'chuẩn xác', nhưng Madonna lại dùng ẩn ý, sự trớ trêu, công kích và tất cả các loại giọng đặc biệt theo cách mà John Lennon và Bob Dylan đã thực hiện." Madonna sử dụng chất giọng timbre tươi sáng, nữ tính trong các album đầu tiên và thay thế điều đó trong những sản phẩm sau này. Sự thay đổi được cân nhắc từ khi giới phê bình thường xuyên đề cập đến giọng hát của bà như là "Chú chuột Minnie sử dụng khí heli". Trong thời gian ghi hình Evita, Madonna tham gia các khóa luyện giọng nhằm tăng cường quãng giọng. Bà bình luận về trải nghiệm này rằng, "Tôi học cùng một huấn luyện viên cho Evita và nhận ra phần lớn giọng của mình vẫn chưa được sử dụng. Trước đó, tôi tin mình đã thực sự đạt đến giới hạn giọng hát và dự định sử dụng hầu hết chúng."
Bên cạnh ca hát, Madonna còn có khả năng chơi một vài nhạc cụ. Bà học chơi trống và guitar từ người bạn trai cũ Dan Gilroy vào cuối thập niên 1970 trước khi gia nhập làm tay trống trong Breakfast Club. Điều này giúp bà lập nên ban nhạc Emmy, nơi bà trình diễn trong vai trò của một tay guitar và ca sĩ chính. Sau khi đạt thành công bứt phá, Madonna chủ yếu tập trung vào ca hát nhưng vẫn được ghi nhận chơi chuông trong Madonna (1983) và đàn synthesizer trong Like a Prayer (1989). Vào năm 1999, Madonna học chơi vĩ cầm trong 3 tháng để phục vụ cho vai diễn trong Music of the Heart, trước khi bỏ qua dự án. Sau hai thập niên, Madonna quyết định trình diễn bằng guitar lần nữa trong thời gian quảng bá Music (2000). Bà học các khóa chơi đàn từ tay guitar Monte Pittman để hoàn thiện thêm kỹ năng. Kể từ đó, Madonna thường xuyên chơi guitar trong các chuyến lưu diễn và album phòng thu. Tại giải Orville H. Gibson Guitar Awards 2002, bà được đề cử cho "Giải thưởng Les Paul Horizon" nhằm vinh danh những tay guitar có triển vọng.

### Ảnh hưởng
Theo Taraborrelli, khoảnh khắc quyết định trong tuổi thơ của Madonna là cái chết bi thảm và không đúng lúc của mẹ bà. Bác sĩ tâm lý Keith Ablow cho rằng cái chết của mẹ bà có thể mang một ảnh hưởng quan trọng đến Madonna lúc thiếu thời, vào thời điểm mà cá tính của bà vẫn còn đang hình thành. Theo Ablow, đứa trẻ càng nhỏ trong thời điểm diễn ra mất mát lớn, thì ảnh hưởng đến chúng càng sâu sắc và kéo dài. Ông kết luận "một vài người không thể nào giảng hòa với bản thân vì một mất mát lớn ở thời niên thiếu, Madonna cũng không có khác biệt nào với họ." Ngược lại, tác giả Lucy O'Brien lại nhận xét chính những ảnh hưởng từ vụ cưỡng dâm đã là yếu tố thúc đẩy cho sự nghiệp của Madonna, thậm chí quan trọng hơn cả lúc mẹ bà qua đời: "Chỉ đôi chút đau buồn từ cái chết của mẹ là điều thúc đẩy bà, khi cảm giác bị bỏ rơi khiến bà không được chở che. Bản thân bà lại gặp phải tình huống xấu nhất lúc trở thành nạn nhân của bạo lực bởi nam giới và về sau toàn tâm đưa điều đó vào công việc của mình, lật lại thế cân bằng ở mọi cơ hội."
Khi lớn lên, chị em nhà Madonna cảm nhận được nỗi buồn sâu sắc khi những ký ức sinh động về mẹ mình bắt đầu phai nhạt dần. Họ nằm lòng những hình ảnh của bà ấy và bắt đầu tìm thấy nét tương đồng giữa bà cùng nhà thơ Anne Sexton và những nữ diễn viên Hollywood. Điều này giúp Madonna nuôi dưỡng niềm yêu thích với thơ ca, đặc biệt ở nhà thơ Sylvia Plath. Đến sau này, Madonna phát biểu rằng: "Chúng tôi đều bị tổn thương do [cái chết của bà ấy] và sau đó dành trọn cuộc đời còn lại để phản ứng, đối mặt hoặc cố biến chuyển nó thành một điều gì khác. Nỗi đau đớn khi mất mẹ khiến tôi cảm thấy cô độc và luôn khát khao một cách lạ thường về một điều gì đó. Nếu không cảm thấy trống trải đến thế, thì tôi đã không có được ngày hôm nay. Cái chết của bà rất quan trọng với tôi—sau khi vượt qua nỗi đau buồn—tôi tự nhủ mình phải thật mạnh mẽ nếu không có mẹ ở bên. Tôi sẽ tự chăm sóc cho mình." Taraborrelli cảm thấy trong thời gian đó, bởi sự suy sụp mà Madonna đã hứng chịu, bà không cho phép bản thân hoặc ngay cả đứa con gái của mình phải trải qua cảm giác bị ruồng bỏ mà bà phải trải qua trước kia. "Cái chết của bà ấy đã giúp [Madonna] rút ra một bài học quý giá, rằng bà sẽ phải tự đứng lên cho bản thân vì nỗi sợ yếu đuối—đặc biệt ở bản thân bà—và mong muốn trở thành nữ hoàng trong thành trì của riêng mình."

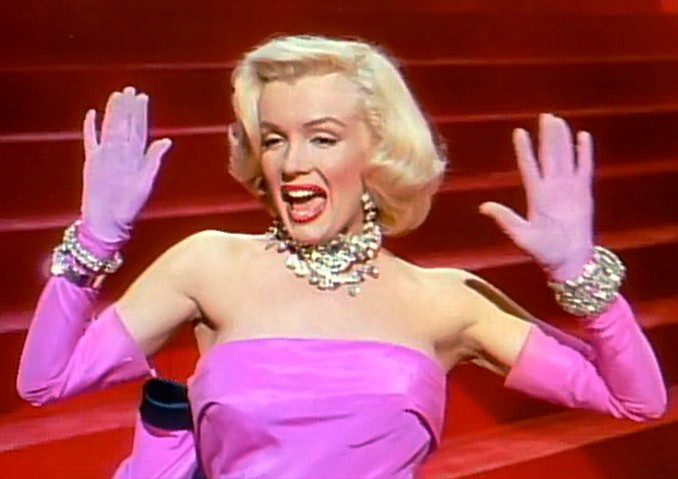
Marilyn Monroe có ảnh hưởng sâu sắc đến Madonna.

Vào năm 1985, Madonna tiết lộ bài hát đầu tiên gây ấn tượng mạnh đến bà là "These Boots Are Made for Walkin'" của Nancy Sinatra; bà mô tả bài hát tóm lược nên "thái độ kiểm soát" của chính mình. Khi còn trẻ, bà cố gắng mở rộng khiếu thẩm mỹ trong văn học, nghệ thuật và âm nhạc, đồng thời có niềm yêu thích đến nhạc cổ điển. Trong khi yêu thích nhạc baroque, Madonna còn cảm mến Mozart và Chopin vì "chất nữ tính" trong họ. Những ảnh hưởng lớn của Madonna bao gồm Karen Carpenter, The Supremes và Led Zeppelin, cùng các vũ công Martha Graham và Rudolf Nureyev. Buổi hòa nhạc đầu tiên mà Madonna có cơ hội đến dự là của David Bowie, người cũng được bà xem là nguồn cảm hứng lớn.
Xuất thân từ Ý và Thiên Chúa giáo cùng mối quan hệ với cha mẹ của Madonna được phản ánh trong album Like a Prayer. Đây là điểm sáng của những ảnh hưởng về tôn giáo xuất hiện trong sự nghiệp của bà. Video cho bài hát cùng tên có chứa các biểu tượng Thiên Chúa giáo, như dấu Thánh. Trong chuyến lưu diễn The Virgin Tour, bà mang một bộ tràng hạt và cầu nguyện cùng nó trong video âm nhạc "La Isla Bonita". Trong video âm nhạc "Open Your Heart", nhân vật của bà bị ông chủ quở trách bằng tiếng Ý. Trong Who's That Girl World Tour, bà đặc biệt trình diễn "Papa Don't Preach" đến Giáo hoàng Gioan Phaolô II.
Thuở niên thiếu, Madonna tìm thấy cảm hứng ở các diễn viên, phát biểu "Tôi yêu mến Carole Lombard và Judy Holliday và Marilyn Monroe. Họ hài hước đến kinh ngạc... và tôi nhìn thấy mình ở họ... nét nữ tính, hiểu biết và sự trong trắng của tôi." Trong video "Material Girl", bà tái tạo lại hình ảnh của Monroe trong "Diamonds Are a Girl's Best Friend", trích từ bộ phim Gentlemen Prefer Blondes (1953). Bà tham khảo thể loại "kịch điên" ("screwball comedies") từ thập niên 1930, đặc biệt từ Lombard, để chuẩn bị cho bộ phim Who's That Girl. Video cho "Express Yourself" (1989) lấy cảm hứng từ bộ phim câm Metropolis (1927) của Fritz Lang. Video "Vogue" làm sống lại thời kỳ hoàng kim của Hollywood những năm 1930, đặc biệt từ Horst P. Horst, và mô phỏng tạo hình của Marlene Dietrich, Carole Lombard và Rita Hayworth, trong khi lời bài hát có nhắc đến nhiều ngôi sao đã tạo nên động lực cho Madonna, bao gồm Bette Davis, người được bà xem là một thần tượng. Dù vậy, sự nghiệp điện ảnh của Madonna lại bị giới phê bình chê trách. Stephanie Zacharek, nhà phê bình của tạp chí Time, khẳng định "[Madonna] trông cứng nhắc và gượng gạo khi là một diễn viên, và rất khó để xem vì bà rõ ràng đang cố làm quá sức mình." Theo nhà viết tiểu sử Andrew Morton, "Madonna mang một bộ mặt vững vàng trước những lời chỉ trích, nhưng bên trong bà thật sự bị tổn thương." Sau thất bại về doanh thu của Swept Away (2002), Madonna tuyên bố dừng nghiệp diễn xuất và hy vọng tai tiếng trong sự nghiệp điện ảnh của bà sẽ không bị đem ra bàn cãi lần nữa.
Các ảnh hưởng của bà cũng xuất phát từ hội họa, nổi bật là từ những tác phẩm của danh họa người Mexico Frida Kahlo. Video âm nhạc "Bedtime Story" có bao gồm nhiều hình ảnh lấy cảm hứng từ bức vẽ của Kahlo và Remedios Varo. Madonna còn là một nhà sưu tầm tranh Art Deco của Tamara de Lempicka và đem chúng vào những video âm nhạc và chuyến lưu diễn của mình. Video âm nhạc "Hollywood" (2003) là một sự thành kính gửi đến nhiếp ảnh gia Guy Bourdin; con trai của Bourdin sau đó đệ đơn kiện bà vì tự ý sử dụng các tác phẩm của cha mình. Các hình tượng mang tính bạo dâm trong các bộ phim underground của Andy Warhol được phản ánh trong các video âm nhạc "Erotica" và "Deeper and Deeper".
Madonna là một tín đồ của đạo Kabbalah; trong năm 2004, bà lấy tên Esther (theo tiếng Ba tư nghĩa là "ngôi sao"). Bà đã quyên góp hàng triệu đô-la Mỹ đến các ngôi trường dạy môn học này tại New York và Luân Đôn. Madonna phải đối mặt trước nhiều giáo sĩ, những người cảm thấy việc nhập đạo của bà là báng bổ và là sự ham mê không chính đáng của người nổi tiếng. Bà biện hộ cho hành động của mình, cho rằng "Mọi chuyện sẽ không ồn ào đến thế nếu tôi gia nhập Đảng Quốc xã" và sự liên quan đến đạo Kabbalah của bà "chẳng làm tổn hại gì đến ai cả". Những ảnh hưởng từ Kabbalah sau đó xuất hiện nhiều hơn trong âm nhạc của Madonna, đặc biệt ở các album Ray of Light và Music. Ở một tiết mục xuất hiện trong chuyến lưu diễn Re-Invention World Tour, Madonna và các vũ công mặc những chiếc áo thun in dòng chữ "Kabbalists Do It Better".

### Video âm nhạc và trình diễn
Theo tác giả Allen Metz và Carol Benso trong The Madonna Companion, Madonna đã sử dụng hệ thống MTV và các video âm nhạc để thiết lập nên tính phổ biến và đề bật nên các tác phẩm thu âm của mình, nhiều hơn bất kỳ một nghệ sĩ nhạc pop tân thời nào. Theo họ, nhiều bài hát của bà sở hữu hình tượng có bối cảnh vững chắc trong video âm nhạc. Nhà phê bình văn hóa Mark C. Taylor có nhắc đến Madonna trong quyển Nots (1993), khi cảm thấy nét tuyệt diệu trong hình thức nghệ thuật hậu hiện đại là từ video và Madonna là "nữ hoàng video" tại vị. Ông còn khẳng định "thành tựu đáng chú ý nhất của MTV chính là Madonna. Phản hồi trước các video gợi dục quá mức của bà là điều mẫu thuẫn có thể được dự đoán trước." Giới truyền thông và phản ứng của công chúng trước những bài hát gây tranh cãi nhất của Madonna như "Papa Don't Preach", "Like a Prayer" và "Justify My Love" có liên quan mật thiết đến các video âm nhạc, yếu tố quảng bá và mang ảnh hưởng nhiều nhất đến các bài hát của bà. Morton cảm thấy "theo một cách khéo léo, các sáng tác của Madonna thường bị lu mờ trước những video nhạc pop gây ấn tượng mạnh của bà."

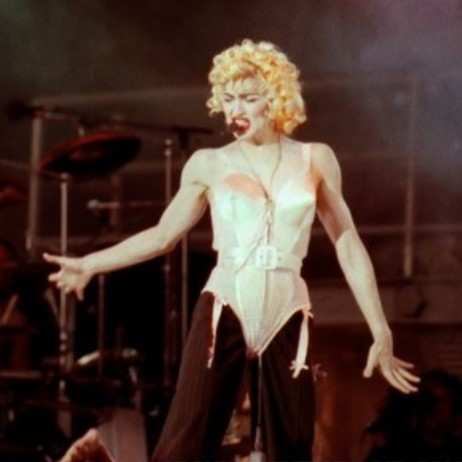
Madonna sử dụng "Madonna mic" trong Blond Ambition World Tour, 1990. Bà là một trong những nhà tiên phong trong việc dàn dựng những tiết mục trình diễn rảnh tay.

Các video âm nhạc đầu tiên của Madonna phản ánh phong cách Mỹ pha trộn Latin bụi bặm cùng nét khoa trương rực rỡ. Bà chuyển giao phong cách tiên phong trong thời trang trung tâm New York đến khán giả Mỹ. Hình tượng cùng sự sáp nhập văn hóa Latin và biểu tượng Thiên Chúa giáo tiếp tục xuất hiện trong các video kỷ nguyên True Blue. Theo tác giả Douglas Kellner, "động thái 'đa văn hóa' của bà đạt thành công đến mức tạo được sự yêu mến trong cộng đồng khán giả trẻ to lớn và đa dạng." Diện mạo mang nét Tây Ban Nha của Madonna trong các video trở thành một xu hướng thời trang vào thời gian đó, với điệu nhảy bolero và những chiếc váy nhiều lớp, cùng chuỗi tràng hạt và cây thánh giá trong video "La Isla Bonita".
Các học giả nhận thấy trong các video của Madonna, bà thường hoán đổi vai trò thường thấy của đàn ông như là giới tính chiếm ưu thế một cách tinh vi. Biểu trưng và hình tượng này xuất hiện nhiều nhất trong video âm nhạc "Like a Prayer", bao gồm nhiều cảnh của một ca đoàn nhà thờ Mỹ Phi, khi Madonna bị sao nhãng bởi một bức tượng thánh màu đen và trình bày trước một cây Thánh giá đang bốc hỏa. Sự hòa trộn giữa thiêng liêng và phàm tục này khiến Tòa thánh giận dữ và dẫn đến sự chấm dứt trong chiến dịch quảng bá cùng Pepsi. Vào năm 2003, MTV vinh danh bà là "Ngôi sao video âm nhạc vĩ đại nhất" và nhận xét "sự cải tiến, sáng tạo và đóng góp của Madonna đến hình thức video âm nhạc nghệ thuật đã giúp bà giành giải thưởng này."
Madonna bắt đầu nổi danh trong thời điểm bùng nổ của MTV; Chris Nelson từ The New York Times cho rằng "MTV, với các video hầu như chỉ nhép môi, mở ra một kỷ nguyên nơi người hâm mộ âm nhạc có thể vui vẻ dành cả ngày xem ca sĩ hát nhép." Mối quan hệ cộng sinh giữa video âm nhạc và nhép miệng dẫn đến mong muốn tái tạo hình tượng và bối cảnh trong video âm nhạc lên sân khấu trực tiếp. Ông nói thêm, "Các nghệ sĩ như Madonna hay Janet Jackson đã thiết lập nên tiêu chuẩn mới trong nghệ thuật quảng cáo, với những đêm nhạc không chỉ xuất hiện trang phục công phu và pháo hoa hẹn giờ chuẩn xác mà còn có vũ đạo vô cùng phức tạp. Các hiệu ứng này có thể ảnh hưởng đến chất lượng ca hát trực tiếp." Thor Christensen từ Dallas Morning News khẳng định khi Madonna bị phát hiện hát nhép trong Blond Ambition World Tour 1990, bà sau đó cải tổ lại phần trình diễn của mình bằng cách "hầu như đứng im trong những đoạn ca hát mãnh liệt nhất và dành lại phần vũ đạo cho vũ đoàn... hơn là cùng lúc cố gắng ngâm nga và nhảy hết mình."
Nhằm cử động uyển chuyển hơn khi đang hát và nhảy, Madonna là một trong những người tiên phong sử dụng bộ tai nghe micro tần số vô tuyến rảnh tay, với bộ ống nghe kẹp chặt bên tai hoặc trên đỉnh đầu, và micro dạng viên nang trên trục nối đến miệng. Vì được bà sử dụng thường xuyên, thiết kế microphone này trở nên nổi tiếng với cái tên "Madonna mic". Dù Madonna được nhìn nhận là một nhà trình diễn trong suốt sự nghiệp, với phần lớn diễn xuất điện ảnh bị chỉ trích, thì các màn trình diễn trực tiếp của bà lại được các nhà phê bình khen ngợi. Madonna là nghệ sĩ đầu tiên có các chuyến lưu diễn tái hiện lại những video âm nhạc của mình. Tác giả Elin Diamond giải thích khi tái tạo lại hình tượng từ video của Madonna trong dàn dựng trực tiếp, nét chân thực trong video gốc lại càng được gia tăng. Các màn trình diễn trực tiếp của bà cũng trở thành phương pháp đại diện quảng bá một cách tự nhiên. Taraborrelli cho rằng nhờ bao quát môi trường đa truyền thông, công nghệ và hệ thống âm thanh tân tiến, mà các đêm nhạc và những màn trình diễn của Madonna được xem là một "chương trình hoang phí và mang dáng dấp nghệ thuật."

## Di sản
Nhiều nhà báo âm nhạc, nhà lý luận phê bình và tác giả gọi Madonna là nữ nghệ sĩ thu âm có ảnh hưởng nhất mọi thời đại. Tác giả Carol Clerk có viết "trong sự nghiệp của mình, Madonna đã vượt xa danh nghĩa của một 'ngôi sao nhạc pop' để trở thành một hiện tượng văn hóa trên toàn cầu." Tạp chí Rolling Stone Tây Ban Nha khẳng định "Bà trở thành hiện tượng Bậc thầy nhạc pop đầu tiên trong lịch sử, nhiều năm trước khi Internet được biết đến rộng rãi. Madonna ở khắp mọi nơi; trên các hệ thống truyền hình âm nhạc rộng lớn, đài phát thanh, trang bìa tạp chí và ngay cả trong các hiệu sách. Là một biện chứng chưa từng có của dòng nhạc pop, kể từ sự thống trị của The Beatles, cho phép bà giữ vững thăng bằng giữa xu hướng và tính thương mại." Laura Barcella trong quyển Madonna and Me: Women Writers on the Queen of Pop (2012) có viết rằng "thật vậy, Madonna đã thay đổi mọi thứ trong bối cảnh âm nhạc, diện mạo du jour những năm 80 và đáng kể nhất là những gì mà một nữ ngôi sao nhạc pop đương đại có thể (hoặc không thể) nói, thực hiện, hay hoàn thành trước con mắt dư luận." William Langley từ The Daily Telegraph cảm thấy "Madonna đã thay đổi lịch sử xã hội thế giới và thực hiện được nhiều điều hơn bất cứ ai khác." Alan McGee từ The Guardian cảm thấy Madonna là một thể loại nghệ thuật hậu hiện đại mà ta không còn được chứng kiến thêm lần nào nữa. Ông khẳng định chính Madonna và Michael Jackson đã sáng tạo nên danh hiệu Nữ hoàng và Ông hoàng nhạc pop.

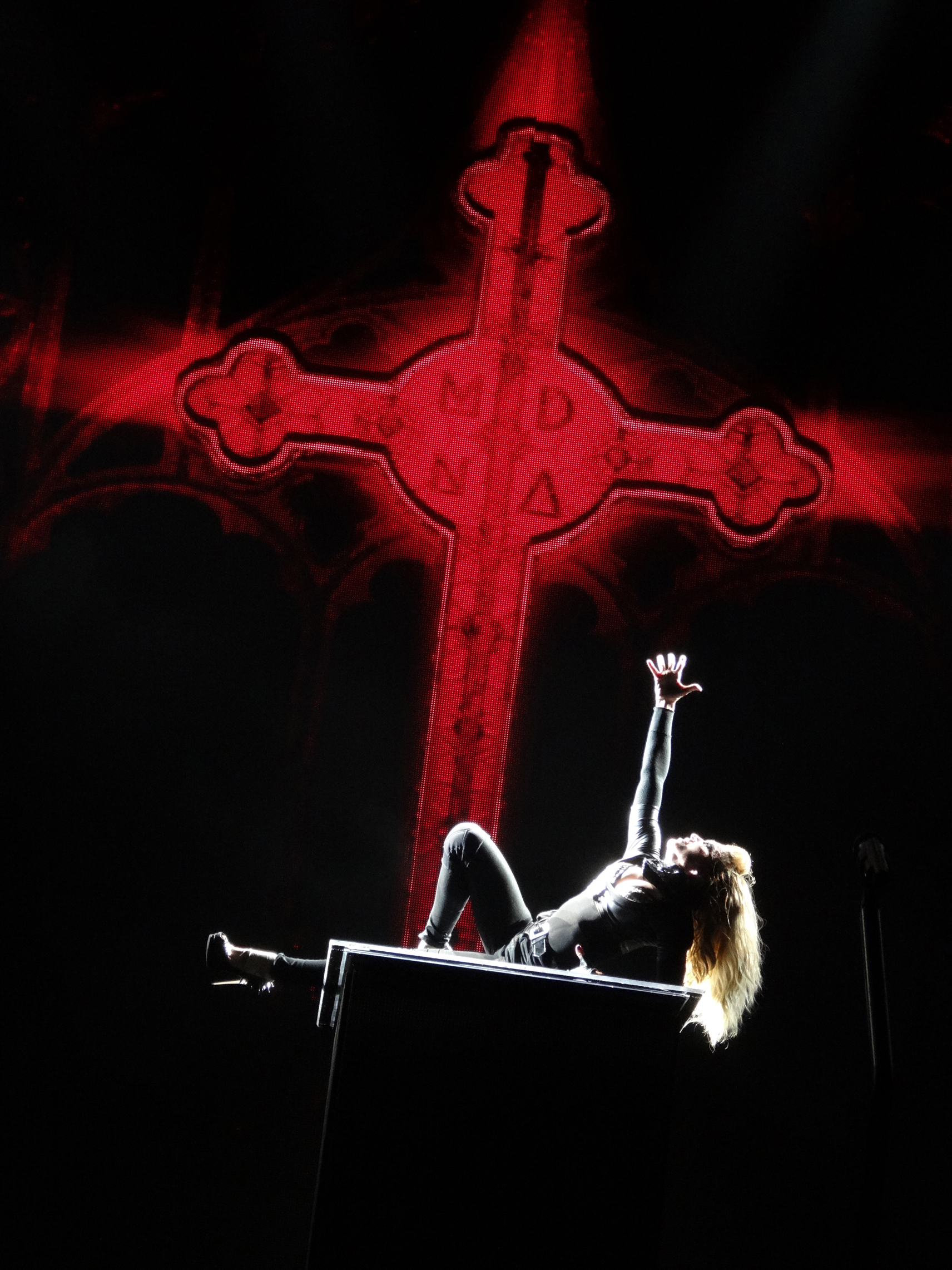
Madonna sử dụng biểu tượng tôn giáo trong The MDNA Tour, 2012

Tony Sclafani từ MSNBC nhận thấy "trước Madonna, nhiều ngôi sao âm nhạc lớn đều là nam nhạc sĩ rock; sau khi bà đạt thành công, hầu hết họ đều là ca sĩ nữ... Khi The Beatles mang về vinh quang tại Mỹ, họ thay đổi mô hình của nghệ sĩ từ đơn ca sang ban nhạc. Madonna đã lật ngược tình thế—với sự nhấn mạnh ở nữ giới." Howard Kramer, giám đốc giám tuyển của Đại sảnh Danh vọng Rock and Roll, khẳng định "Madonna và sự nghiệp bà gầy dựng nên đã giúp nhiều nữ ca sĩ nhạc pop khác có cơ hội tiếp nối thành công... Bà chắc chắn đã nâng cao tiêu chuẩn của họ... và xác định lại thước đo cho nữ nghệ sĩ trình diễn đương đại." Theo Fouz-Hernández, nhiều nữ ca sĩ tiếp sau như Britney Spears, Christina Aguilera, Kylie Minogue, Spice Girls, Destiny's Child, Jennifer Lopez và Pink đều lớn lên cùng âm nhạc của Madonna và "quyết định trở thành một người như bà." Tạp chí Time xếp bà vào danh sách "25 người phụ nữ quyền lực nhất thập kỷ qua", nơi bà là một trong hai ca sĩ duy nhất xuất hiện, cùng với Aretha Franklin. Bà còn dẫn đầu trong danh sách "100 người phụ nữ vĩ đại nhất trong âm nhạc" và "50 người phụ nữ vĩ đại nhất kỷ nguyên video" do VH1 bình chọn.
Hình tượng gợi cảm của Madonna không chỉ giúp sự nghiệp của bà đạt thành công mà còn xúc tác cho nhiều cuộc đàm luận của công chúng về tình dục và chủ nghĩa nữ quyền. Theo tư liệu của Roger Chapman trong Culture Wars: An Encyclopedia of Issues, Viewpoints, and Voices, Volume 1 (2010), bà là đối tượng gây nên nhiều tranh cãi từ các Giáo hội, nhóm bảo thủ xã hội và bảo vệ trẻ em trước việc sử dụng lời ca và hình tượng gợi dục, biểu tượng tôn giáo và hành vi "không đúng mực" trong các màn trình diễn trực tiếp. The Times có viết bà "đã tạo nên cuộc cách mạng giữa phụ nữ trong âm nhạc... Thái độ và quan điểm của bà về tình dục, khỏa thân, phong cách và giới tính buộc dư luận phải ngồi xuống và chú ý." Giáo sư John Fiske nhận thấy tinh thần tự trao quyền mà Madonna mang lại có gắn bó chặt chẽ đến nỗ lực định nghĩa nên bản thân, tình dục và quan hệ xã hội cá nhân. Tác giả quyển Doing Gender in Media, Art and Culture (2009) có chú ý đến cách mà Madonna, một nữ ngôi sao, nghệ sĩ trình diễn và biểu tượng nhạc pop, có khả năng thay đổi quan niệm phản ánh và tranh cãi về chủ nghĩa nữ quyền. Theo nhà hoạt động chủ nghĩa nữ quyền cùng giới Sheila Jeffreys, Madonna đại diện cho sự thống trị của nữ giới về điều mà Monique Wittig gọi là thể loại giới tính, cũng như sự hùng mạnh và hân hoan đón nhận trách nhiệm tình dục về mình. Giáo sư Sut Jhally gọi Madonna "gần như là một biểu tượng thiêng liêng cho nữ quyền."
Madonna được ca ngợi trong vai trò của một nữ doanh nhân, khi "sở hữu được quyền kiểm soát tài chính mà nữ giới đã phải đấu tranh lâu dài trong ngành công nghiệp" và mang về doanh thu hơn 1.2 tỉ đô-la Mỹ ở thập kỷ đầu tiên trong sự nghiệp. Giáo sư Colin Barrow từ Cranfield School of Management mô tả Madonna là "nữ doanh nhân thông minh nhất nước Mỹ... người vươn đến đỉnh cao của ngành công nghiệp và giữ vững vị thế bằng cách tự tái sáng tạo chính mình." Viện hàn lâm London Business School gọi bà là một "doanh nhân năng động" đáng để học tập; họ xác định tầm nhìn thành công, sự thấu hiểu của bà về ngành công nghiệp âm nhạc, khả năng nhận biết giới hạn trình diễn (và mang lại sự giúp đỡ), sự tự nguyện nỗ lực chăm chỉ và khả năng tiếp nhận là những điểm then chốt dẫn đến thành công thương mại của bà. Morton có viết "Madonna biết nắm bắt cơ hội, lôi cuốn và tàn bạo—một người không chùn bước cho đến khi đạt được những gì mình muốn—và đó là điều nên học hỏi khi có thể phải khiến bạn mất đi những người thân yêu nhất. Nhưng điều đó không hề hấn gì với bà ấy." Hazel Blackmore và Rafael Fernández de Castro trong quyển ¿Qué es Estados Unidos? từ Fondo de Cultura Económica ghi nhận: "Madonna rõ ràng là người phụ nữ quan trọng nhất trong lịch sử âm nhạc đại chúng và bản thân cũng là một nữ doanh nhân vĩ đại; tạo nên xu hướng thời trang, phá vỡ những điều cấm kỵ và là đề tài gây tranh cãi."

## Thành tựu
Madonna đã bán được hơn 300 triệu đĩa thu âm trên toàn cầu. Sách Kỷ lục Guinness cho biết bà là nữ nghệ sĩ thu âm bán chạy nhất và là nghệ sĩ bán chạy thứ 4 mọi thời đại, đứng sau The Beatles, Elvis Presley và Michael Jackson. Theo Hiệp hội Công nghiệp ghi âm Hoa Kỳ (RIAA), bà là nữ nghệ sĩ rock bán chạy nhất thế kỷ 20 và là nữ nghệ sĩ có album bán chạy thứ hai tại quốc gia này, với 64.5 triệu chứng nhận album. Madonna là nghệ sĩ được chứng nhận nhiều nhất mọi thời đại tại Vương quốc Liên hiệp Anh, với 45 giải thưởng từ Công nghiệp ghi âm Anh, tính đến tháng 4 năm 2013. Billboard vinh danh Madonna là nữ nghệ sĩ lưu diễn thành công nhất mọi thời đại. Vào tháng 5 năm 2014, tạp chí này xếp bà là nghệ sĩ lưu diễn có doanh thu cao thứ 4 kể từ năm 1990 và đứng thứ 3 trong danh sách Billboard Boxscore mọi thời đại, với doanh thu 1.31 tỷ đô-la Mỹ, chỉ đứng sau The Rolling Stones (1.84 tỷ đô-la Mỹ) và U2 (1.67 tỷ đô-la Mỹ). Madonna đã mang về 20 giải Video âm nhạc của MTV, bao gồm giải Thành tựu trọn đời Video Vanguard Award vào năm 1986.
Madonna nắm giữ kỷ lục đạt nhiều vị trí quán quân nhất trên tất cả các bảng xếp hạng Billboard, bao gồm 12 bài hát đầu bảng Billboard Hot 100 và 9 album dẫn đầu Billboard 200. Với 46 bài hát đứng đầu Hot Dance Club Songs, Madonna trở thành nghệ sĩ có nhiều bài hát quán quân nhất trong một bảng xếp hạng Billboard còn hoạt động, phá vỡ kỷ lục 44 bài hát của George Strait trên Hot Country Songs. Bà còn có 38 đĩa đơn đạt top 10 trên Hot 100, nhiều hơn bất kể một nghệ sĩ nào trong lịch sử. Vào năm 2008, tạp chí Billboard xếp bà ở vị trí thứ 2, chỉ sau ban nhạc The Beatles, trong danh sách "Billboard Hot 100 All-Time Top Artists", giúp bà là nghệ sĩ đơn ca thành công nhất lịch sử bảng xếp hạng đĩa đơn Hoa Kỳ.

## Danh sách đĩa nhạc
- Madonna (1983)
- Like a Virgin (1984)
- True Blue (1986)
- Like a Prayer (1989)
- Erotica (1992)
- Bedtime Stories (1994)
- Ray of Light (1998)
- Music (2000)
- American Life (2003)
- Confessions on a Dance Floor (2005)
- Hard Candy (2008)
- MDNA (2012)
- Rebel Heart (2015)
- Madame X (2019)

## Sự nghiệp điện ảnh
- A Certain Sacrifice (1979)
- Vision Quest (1985)
- Desperately Seeking Susan (1985)
- Shanghai Surprise (1986)
- Who's That Girl (1987)
- Bloodhounds of Broadway (1989)
- Dick Tracy (1990)
- Madonna: Truth or Dare (1991)
- Shadows and Fog (1991)
- A League of Their Own (1992)
- Body of Evidence (1993)
- Dangerous Game (1993)
- Blue in the Face (1995)
- Four Rooms (1995)
- Girl 6 (1996)
- Evita (1996)
- The Next Best Thing (2000)
- Swept Away (2002)
- Die Another Day (2002)
- I'm Going to Tell You a Secret (2005)
- Arthur and the Invisibles (2006)

Đạo diễn
- Filth and Wisdom (2008)
- W.E. (2011)
- secretprojectrevolution (2013)

## Lưu diễn
- The Virgin Tour (1985)
- Who's That Girl World Tour (1987)
- Blond Ambition World Tour (1990)
- The Girlie Show World Tour (1993)
- Drowned World Tour (2001)
- Re-Invention World Tour (2004)
- Confessions Tour (2006)
- Sticky & Sweet Tour (2008–2009)
- The MDNA Tour (2012)
- Rebel Heart Tour (2015–2016)
- Madame X Tour (2019-2020)
- The Celebration Tour (2023-2024)

## Sản phẩm kinh doanh
- Boy Toy, Inc
- Webo Girl Publishing, Inc (1992)
- Maverick (1992)
- Semtex Girls (2006)
- Hard Candy Fitness (2010)
- Truth or Dare by Madonna (2011)